# 滋賀県

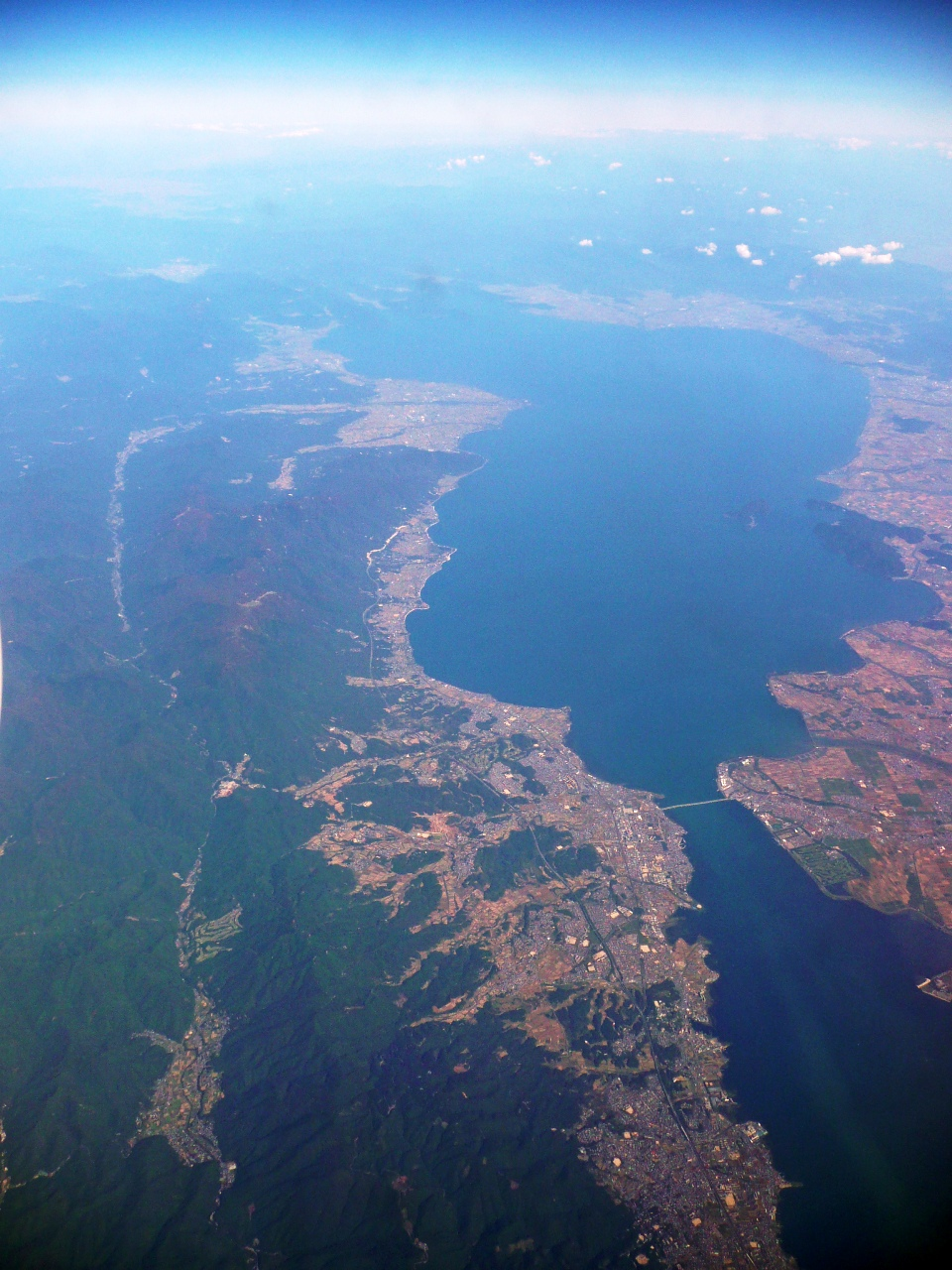
滋賀県の象徴琵琶湖航空撮影
（ランドサット衛星画像はこちら）

滋賀県（しがけん）は、日本の近畿地方に位置する県。県庁所在地は大津市。

## 概要
令制国の近江国（江州）と完全に一致する。県名は大津が属していた郡名「滋賀郡」から採用された。「滋賀」の発音は、共通語では「し」にアクセントを置く（頭高型アクセント）が、地元では「が」にアクセントを置く（尾高型アクセント）ことが多い。
「近江」が「近つ淡海」に由来し、現在も滋賀県が「湖国」と呼ばれるように、県の面積の6分の1を占める琵琶湖は県のシンボルである。「近畿の水瓶」と呼ばれる琵琶湖の水は京都府や大阪府にも供給され、産業用水、飲用水の源、観光資源としてその存在は大きく、地域性も琵琶湖を挟んで異なる。琵琶湖があるために内陸県で唯一漁港を持ち、その数も20港と多い。水運交易が盛んだった中世や近世には若狭湾と上方を繋ぐ中継地として、大津や堅田など内水系の重要港湾が数多く発展した。東海道・東山道（中山道）・北陸道が合流する陸上交通の要衝であり、「近江を制する者は天下を制す」としてたびたび戦乱の舞台となった。
かつての近江国に相当するが、1876年から1881年までは若狭国および越前国敦賀郡（現在の福井県嶺南）も含んでいた。
交通利便の良さは人材の流出をもたらし、戦前まで滋賀県は流入人口よりも流出人口の方が多かった。中世から近代にかけては多くの出身者が近江商人として大坂や江戸など全国各地に進出し、「琵琶湖の鮎は外に出て大きくなる」という諺まで生まれた。太平洋戦争後、高速道路の整備やトラック流通の興隆に伴って交通利便のよさが再認識され、流通拠点や工場・研究開発施設が相次いで進出。近年はJR西日本の看板列車である新快速の拡大に伴って、琵琶湖線（東海道本線）沿いの大津市や草津市といった湖南地域は、京都市や大阪市といった大都市のベッドタウン・衛星都市としても注目されるようになり、首都圏以外の地方では数少ない人口増加県へと転じた。なお、開発が進むのは京都や大阪に近い南部であり、北部とは経済格差が起こっている。南部では新興住宅地が広がり、南草津駅などの駅前にはマンションが林立するなど賑わいがある一方で、北部や西部は田園風景が広がり、地域によって人口動態の開きが大きい。ただ人口が停滞している湖北・湖東地域であっても地域再生の議論や実践が活発である。また、滋賀県は西日本有数の工業県でもあり、県内総生産の48%を第二次産業が占める（割合は全国1位）。
滋賀県は近畿地方に分類され、文化的・経済的に関西2府4県の一つとして、京都や大阪との結び付きが強い。特に隣接する京都とは「京滋」と呼ばれるほど古くから密接なつながりを持ち、草津市や大津市など県内の主要都市が京都都市圏やより広義の京阪神大都市圏（近畿圏）に含まれている。県庁所在地である大津市と京都市は隣接しており、大津駅と京都駅はJRの在来線で10分程度の近さである。県南部を中心に京都府・大阪府に通勤通学する、いわゆる「滋賀府民」が多い。
また、地理的な立ち位置から中部地方との交流も盛んである。近畿圏整備法で定める「近畿圏」と中部圏開発整備法で定める「中部圏」の両方に含まれ、滋賀県知事は近畿ブロック知事会と中部圏知事会議の両方に出席している（福井県と三重県も同様）。また福井県・岐阜県・三重県とともに「日本まんなか共和国」を設立し、知事サミットや文化交流事業などを行っている。愛知万博では中部8県とともに「中部千年共生村」を共同出展した。北部は近畿・中京・北陸の交点であり、工場や物流センターの設置計画が進む。なお、NHK名古屋放送局で制作する東海3県（愛知県・岐阜県・三重県）向けの天気予報には常時滋賀県の予報が表示される。また、かつてテレビ東京系列で放送され滋賀のびわ湖放送でも放送された「メガTONニュースTODAY」の最後の天気予報 では、少なくとも1985年10月以降は、全国の天気予報の後各地の天気を報じる際「滋賀・東海地方」の区分で報じられ、次の「近畿・せとうち地方」には京都府・奈良県以西のみが表示されていた。
高度成長期に水質汚染の被害を受けた琵琶湖があることから、県民や行政の環境への意識が高く、また環境関連企業や人材が集積していることから全国でも屈指の「環境先進県」として知られている。
本県は琵琶湖及びそれを取り囲む山々（比叡山・比良山系・伊吹山・鈴鹿山系）を有し、早くから都が置かれ、古代・中世から交通における重要拠点であったことから日本史上の関わりが極めて強く、県全土にわたり自然・歴史・文化的資源が豊富に存在する（後述）。

## 地理・地域
周囲を山脈・山地が取り囲み、中央部に琵琶湖と近江盆地が広がる。面積は全国で10番目に狭い。面積の半分以上は山地、およそ6分の1は琵琶湖が占めており、可住地面積は大阪府よりも狭い。

### 地形
- 山地：比良山地、野坂山地、伊吹山地、鈴鹿山脈、丹波高地
- 山：伊吹山、比叡山、比良山、三上山（近江富士）
- 盆地：近江盆地
- 丘：水口丘陵、饗庭野台地
- 湖：琵琶湖、余呉湖、西の湖、伊庭内湖、大中湖（1957年（昭和32年） - 1967年（昭和42年）に干拓された内湖。諏訪湖に匹敵する面積であった）
- 島：沖島、竹生島、多景島、沖の白石、矢橋帰帆島（人工島）
- 川[注釈 4]：北川、安曇川、姉川、犬上川、愛知川、日野川、野洲川、瀬田川、藤古川、芹川

### 気候

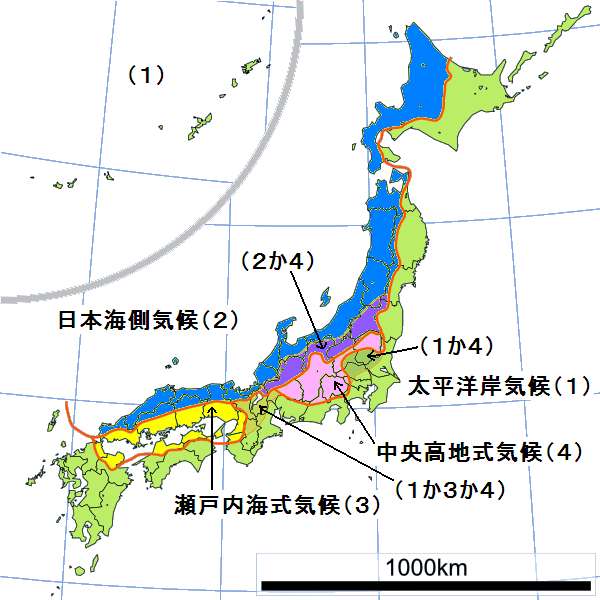
滋賀県は複数の気候区分に跨っている。

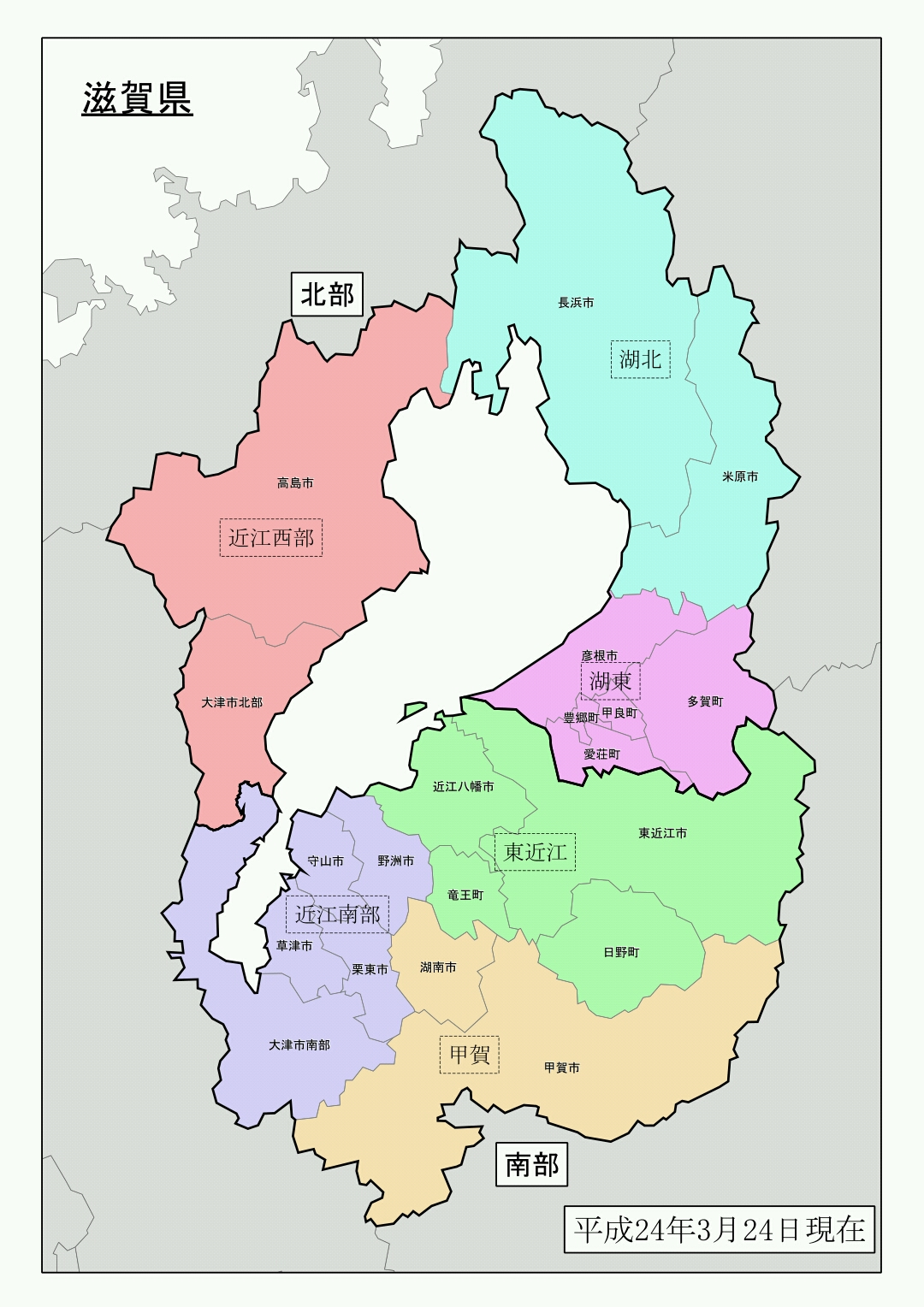
気象庁の滋賀県の区分

全域が内陸性気候であるが、北部は北陸・山陰型の日本海側気候、南部は太平洋側気候および瀬戸内海式気候を併せ持つ。
他の地域のように日本海側気候と太平洋側気候の境目に山地があるわけではなく、湖岸に広がる同一の平地のなかで漸次的に気候が変化していくのが大きな特徴である。しかし、琵琶湖があるため他の盆地と比較すると、夏の暑さと冬の寒さは幾分穏やかである。湖西・湖北は大部分が豪雪地帯対策特別措置法における豪雪地帯に指定されており、特に長浜市旧余呉町は近畿以西唯一にして日本最南端の特別豪雪地帯となっている。
過去の最深積雪・降雪量記録
伊吹山では昭和2年2月14日に11.82メートルの積雪を観測した。これは正式に観測された積雪量としては世界記録である。
なかでも長浜市余呉町旧片岡村・丹生村では高い数値の降雪が記録されている。町の最北端に位置する中河内で1981年の五六豪雪時に6メートル55センチを記録した。特に積雪の多かったとされる1936年には、いずれも公式の気象観測施設によるものではないが、尾羽梨で7メートル30センチ、中河内で7メートル20センチを記録した。『日本残酷物語 第4部　保障なき社会』（平凡社、1960年）には、丹生北部の雪の惨状として「この辺りでは雪が平年で20尺 （約6メートル）多い年は30尺（約9メートル）は積もる。この年の大雪では30尺以上積もった。その場所と言うのが奥川並の集落のようである。」との記載がある。また比良山地東麓では比良おろしという北西の局地風があり、3月下旬に吹くものは「比良八講荒れじまい」と呼ばれ、春の訪れを告げる風物詩となっている。
| 今津 気象庁 今津 | 長浜 気象庁 長浜 | 彦根 気象庁 彦根 | 東近江 気象庁 東近江 | 土山 気象庁 土山 | 大津 気象庁 大津 |

| 平年値 （月単位） | 平年値 （月単位） | 湖北           | 湖北          | 湖北          | 湖東          | 近江西部       | 近江西部       | 近江南部      | 東近江        | 東近江          | 甲賀          | 甲賀          |
| 平年値 （月単位） | 平年値 （月単位） | 長浜市         | 長浜市        | 米原市 朝日   | 彦根          | 高島市 今津    | 大津市         | 大津市        | 近江八幡      | 東近江市 桜川東 | 甲賀市        | 甲賀市        |
| 平年値 （月単位） | 平年値 （月単位） | 余呉町柳ヶ瀬   | 唐国          | 米原市 朝日   | 彦根          | 高島市 今津    | 南小松         | 萱野浦        | 近江八幡      | 東近江市 桜川東 | 信楽          | 土山          |
| ----------------- | ----------------- | -------------- | ------------- | ------------- | ------------- | -------------- | -------------- | ------------- | ------------- | --------------- | ------------- | ------------- |
| 平均 気温 （℃）   | 最暖月            |                | 26.3 （8月）  | 25.8 （8月）  | 27.1 （8月）  | 25.9 （8月）   | 26.6 （8月）   | 27.1 （8月）  |               | 26.1 （8月）    | 24.3 （8月）  | 25.0 （8月）  |
| 平均 気温 （℃）   | 最寒月            |                | 2.6 （1月）   | 2.0 （1月）   | 3.7 （1月）   | 2.5 （1月）    | 3.6 （1月）    | 3.9 （1月）   |               | 2.8 （1月）     | 1.4 （1月）   | 1.9 （1月）   |
| 降水量 (mm)       | 最多月            | 320.1 （12月） | 189.9 （6月） | 260.1 （7月） | 217.7 （7月） | 208.6 （7月）  | 242.1 （6月）  | 229.2 （6月） | 204.2 （6月） | 194.4 （7月）   | 207.7 （6月） | 212.1 （7月） |
| 降水量 (mm)       | 最少月            | 159.1 （5月）  | 96.1 （11月） | 94.2 （10月） | 84.5 （11月） | 112.3 （11月） | 100.9 （11月） | 50.4 （12月） | 70.5 （12月） | 64.1 （12月）   | 53.6 （12月） | 56.7 （12月） |
| 降水 日数 （日）  | 最多月            | 21.8 （1月）   | 17.6 （1月）  | 17.4 （12月） | 14.1 （1月）  | 19.2 （1月）   | 15.8 （2月）   | 12.6 （6月）  | 12.4 （2月）  | 12.7 （3月）    | 13.1 （3月）  | 13.7 （7月）  |
| 降水 日数 （日）  | 最少月            | 10.0 （8月）   | 8.0 （8月)    | 9.2 （10月）  | 8.7 （8月）   | 8.8 （8月）    | 9.0 （8月）    | 7.1 （1月）   | 7.8 （8月）   | 8.4 （8月）     | 8.2 （12月）  | 8.4 （11月）  |

| 平年値 （月単位） | 平年値 （月単位） | 湖北           | 湖北          | 湖北         | 湖東           | 近江西部       | 近江西部      | 近江南部       | 東近江        | 東近江         | 甲賀          | 甲賀           |
| 平年値 （月単位） | 平年値 （月単位） | 余呉町 柳ヶ瀬  | 虎姫町 唐国   | 伊吹山       | 彦根市         | 今津町         | 志賀町 南小松 | 大津市 萱野浦  | 近江八幡市    | 蒲生町 桜川東  | 信楽町        | 土山町         |
| ----------------- | ----------------- | -------------- | ------------- | ------------ | -------------- | -------------- | ------------- | -------------- | ------------- | -------------- | ------------- | -------------- |
| 平均 気温 （℃）   | 最暖月            |                | 25.9 （8月）  | 18.1 （8月） | 26.7 （8月）   | 25.6 （8月）   | 26.3 （8月）  | 26.9 （8月）   |               | 25.8 （8月）   | 24.0 （8月）  | 24.7 （8月）   |
| 平均 気温 （℃）   | 最寒月            |                | 2.6 （1月）   | −5.2 （2月） | 3.6 （1・2月） | 2.5 （2月）    | 3.5 （2月）   | 4.0 （1・2月） |               | 2.8 （1・2月） | 1.3 （1月）   | 1.9 （1・2月） |
| 降水量 (mm)       | 最多月            | 299.8 （12月） | 189.9 （6月） |              | 204.5 （6月）  | 215.8 （6月）  | 259.2 （6月） | 244.5 （6月）  | 218.0 （6月） | 205.9 （6月）  | 223.4 （6月） | 221.4 （6月）  |
| 降水量 (mm)       | 最少月            | 161.2 （8月）  | 96.2 （2月）  |              | 83.1 （12月）  | 106.0 （11月） | 97.3 （12月） | 41.1 （12月）  | 58.2 （12月） | 51.9 （12月）  | 42.9 （12月） | 46.2 （12月）  |
| 降水 日数 （日）  | 最多月            | 21.7 （1月）   | 17.2 （1月）  |              | 13.5 （1月）   | 19.1 （1月）   | 16.4 （2月）  | 12.9 （6月）   | 12.6 （6月）  | 12.6 （6月）   | 13.5 （6月）  | 14.0 （6月）   |
| 降水 日数 （日）  | 最少月            | 9.7 （8月）    | 7.8 （8月)    |              | 8.2 （8月）    | 8.7 （8月）    | 9.0 （8月）   | 6.8 （12月）   | 7.6 （8月）   | 8.5 （8月）    | 7.5 （12月）  | 9.0 （12月）   |

|        | 猛暑日 | 真夏日 | 夏日  | 熱帯夜 | 冬日  | 真冬日 |
| ------ | ------ | ------ | ----- | ------ | ----- | ------ |
| 長浜   | 3.6    | 45.9   | 109.1 | 4.4    | 59.5  | 0.4    |
| 今津   | 0.6    | 37.0   | 100.4 | 2.9    | 57.4  | 0.4    |
| 南小松 | 2.2    | 43.7   | 107.6 | 4.9    | 40.4  | 0.2    |
| 彦根   | 2.0    | 48.3   | 110.4 | 11.8   | 29.7  | 0.1    |
| 東近江 | 6.2    | 53.6   | 117.6 | 1.4    | 72.1  | 0.3    |
| 大津   | 5.9    | 56.8   | 121.8 | 5.9    | 38.6  | 0.0    |
| 信楽   | 0.2    | 33.8   | 99.9  | 0.0    | 117.0 | 0.6    |
| 土山   | 0.5    | 32.6   | 95.0  | 0.2    | 88.6  | 1.1    |

### 自然公園
総面積に対する自然公園面積の割合が37.6 %で（平均14.5 %）であり、2007年（平成19年）時点で第1位である。
国定公園
- 琵琶湖国定公園
- 鈴鹿国定公園

県立自然公園
- 三上・田上・信楽県立自然公園
- 朽木・葛川県立自然公園
- 湖東県立自然公園

### 地域区分
以下の13市3郡6町がある（町はすべて「ちょう」と読む）。また、村は2005年に消滅している。江戸時代には江南（現在の湖南）・江西（現在の湖西）・江東（現在の湖東・湖北）に3区分されていたが、明治時代以降、琵琶湖を中心に湖南（こなん）・湖東（ことう）・湖北（こほく）・湖西（こせい）に4区分するのが一般的となった。この4区分以外に区分される場合があり、例えば2017年時点で滋賀県では大津地域、南部地域、甲賀地域、東近江地域、湖東地域、湖北地域、高島地域の7地域に区分がされている。各々に属する自治体は以下の通り。なお、郡は1878年（明治11年）の浅井郡の東西分割と1897年（明治30年）の西浅井郡の伊香郡編入以外は、大宝律令以来の郡名と区画が昭和の大合併期までほぼ踏襲されていた。
※人口は2025年6月1日現在
※太字の自治体は県事務所（合同庁舎）所在地

#### 湖南
畿内に隣接する交通の要衝であり平野部も多く、天智天皇のころには大津に都が置かれるなど、古くから開発が進んだ。京都市と事実上の双子都市を形成している大津市や、大津の伝統的な衛星都市であった草津市をはじめ、現在では通勤・通学圏として京阪との繋がりが強く、いわゆる「滋賀府民」の多い地域となっている。甲賀は、県境を挟んで接する三重県伊賀地域と並んで忍者（傭兵）と製薬の町として知られる。甲賀市信楽は古代に短期間ながら紫香楽宮が置かれた地であり、中世以降は信楽焼の産地として長い歴史を持つ。
- 大津地域[注釈 6] - 344,635人
  - 大津市（本庁舎所在地）
- 南部地域[注釈 7] - 352,790人
  - 草津市
  - 守山市
  - 栗東市
  - 野洲市
- 甲賀地域 - 138,689人
  - 甲賀市
  - 湖南市

#### 湖東
湖南地方とともに平野部が大きく開けており、穀倉地帯や交通の要衝として栄え、肉牛の飼育が盛ん。近江商人を最も多く輩出した地域でもある。
- 東近江地域[注釈 8] - 222,168人
  - 東近江市
  - 近江八幡市
  - 蒲生郡
    - 日野町
    - 竜王町
- 湖東地域[注釈 9] - 151,674人
  - 彦根市
  - 愛知郡
    - 愛荘町

  - 犬上郡
    - 甲良町
    - 多賀町
    - 豊郷町

#### 湖北
京阪から最も遠い地方であり、関西文化圏の東端であるとともに北陸地方や東海地方との緩衝地帯である。近代には養蚕業が盛んであったが、現在では湖南地方や湖東地方に比べて宅地やオフィスの開発や工場進出が遅れている（いわゆる「南北格差」）。しかし、そのために伝統的な文化や景観が保たれている。
- 湖北地域 - 143,587人
  - 長浜市
  - 米原市

#### 湖西
畿内と若狭湾・北陸地方を結ぶ街道筋で、湖南地方とともに京都との繋がりが強い。近代に幹線交通網から外れたため、開発から取り残されていた。安曇川扇状地と石田川扇状地を除いて平野部が少なく、琵琶湖近くまで山地が迫る自然豊かな地方である。歴史・文化的には大津市北部も湖西に含まれる。
- 高島地域[注釈 10] - 43,390人
  - 高島市

### 廃止自治体
合併により2004年（平成16年）以降に廃止になった自治体は下記の通りである。
- 甲賀郡 - 郡内全ての町が合併・市制施行し、郡も消滅した。
  - 水口町、信楽町、甲南町、甲賀町、土山町の5町が合併し、甲賀市に。
  - 石部町、甲西町の2町が合併し、湖南市に。
- 蒲生郡 - 4町→2町
  - 蒲生町 1町が編入し、東近江市に。
  - 安土町、近江八幡市の1市1町が合併し、新近江八幡市に。
- 野洲郡 - 郡内全ての町が合併・市制施行し、郡も消滅した。
  - 中主町、野洲町の2町が合併し、野洲市に。
- 高島郡 - 郡内全ての町村が合併・市制施行し、郡、そして村も消滅した。
  - 安曇川町、今津町、新旭町、高島町、マキノ町、朽木村の5町1村が合併し、高島市に。
- 坂田郡 - 郡内全ての町が合併・市制施行し、郡も消滅した。 
  - 米原町、山東町、伊吹町の3町が合併し、米原市に。
  - 最後に残った近江町もその後米原市に編入。
- 八日市市 - 他郡の町と合併・市制施行し、市も消滅した。
  - 八日市市、神崎郡永源寺町、五個荘町、愛知郡湖東町、愛東町の1市4町が合併し、東近江市に。
- 神崎郡 - 郡内全ての町が合併・市制施行し、郡も消滅した。
  - 永源寺町、五個荘町、八日市市、愛知郡湖東町、愛東町の1市4町が合併し、東近江市に。
  - 最後に残った能登川町もその後東近江市に編入。
- 愛知郡 - 4町→1町
  - 湖東町、愛東町、八日市市、神崎郡永源寺町、五個荘町の1市4町が合併し、東近江市に。
  - 愛知川町、秦荘町の2町が合併し、愛荘町に。
- 東浅井郡 - 郡内全ての町が合併・市制施行し、郡も消滅した。
  - 浅井町、びわ町、長浜市の1市2町が合併し、新長浜市に。
  - 最後に残った湖北町と虎姫町もその後長浜市に編入。
- 滋賀郡 - 郡内全ての町が合併・市制施行し、郡も消滅した。
  - 志賀町が大津市に編入。
- 伊香郡 - 郡内全ての町が合併・市制施行し、郡も消滅した。
  - 木之本町、高月町、西浅井町、余呉町が長浜市に編入。

## 歴史
滋賀県はその地理的特性から、奈良・京・大坂への物資や人材の供給源および中継地、あるいは畿内と東国・北国とを結ぶ要衝として発展し、日本の中央史に大きく関わってきた。
白洲正子は随筆『近江山河抄』の中で「近江は日本の楽屋裏」と評した。また歴史学者の今谷明は著書『近江から日本史を読み直す』の中で「近江の歴史を書くことは、日本通史を著すのと同じこと」と語り、近江の歴史的価値と重要性を奈良・京と同等かそれ以上に高く評価している。

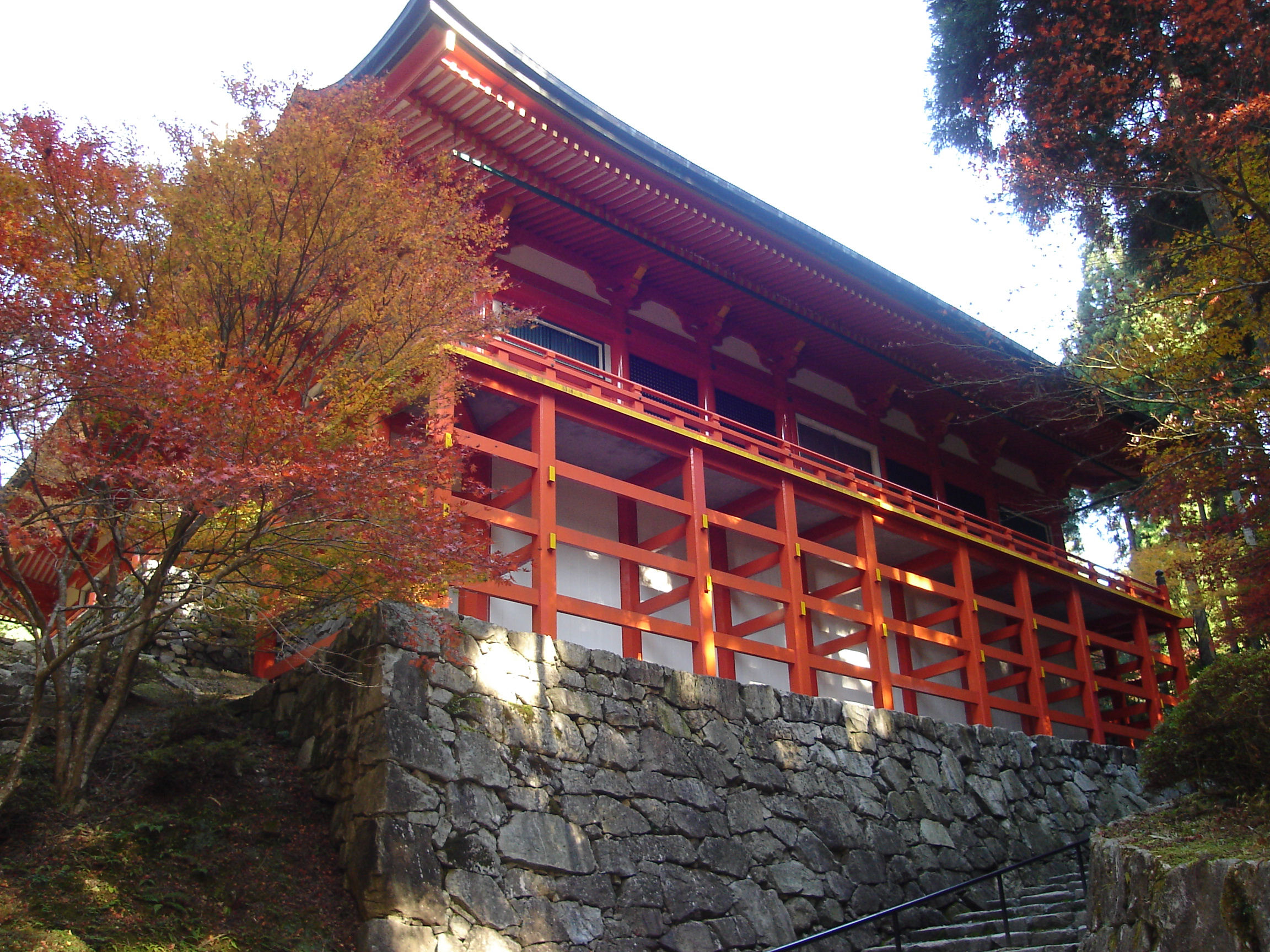
延暦寺横川中堂

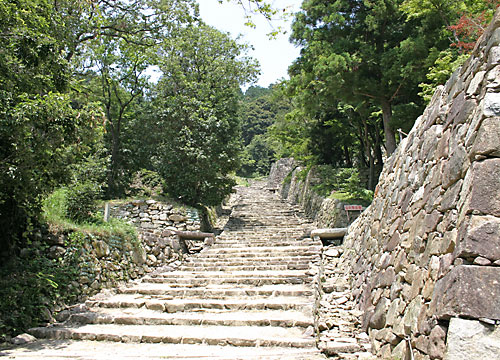
安土城大手道

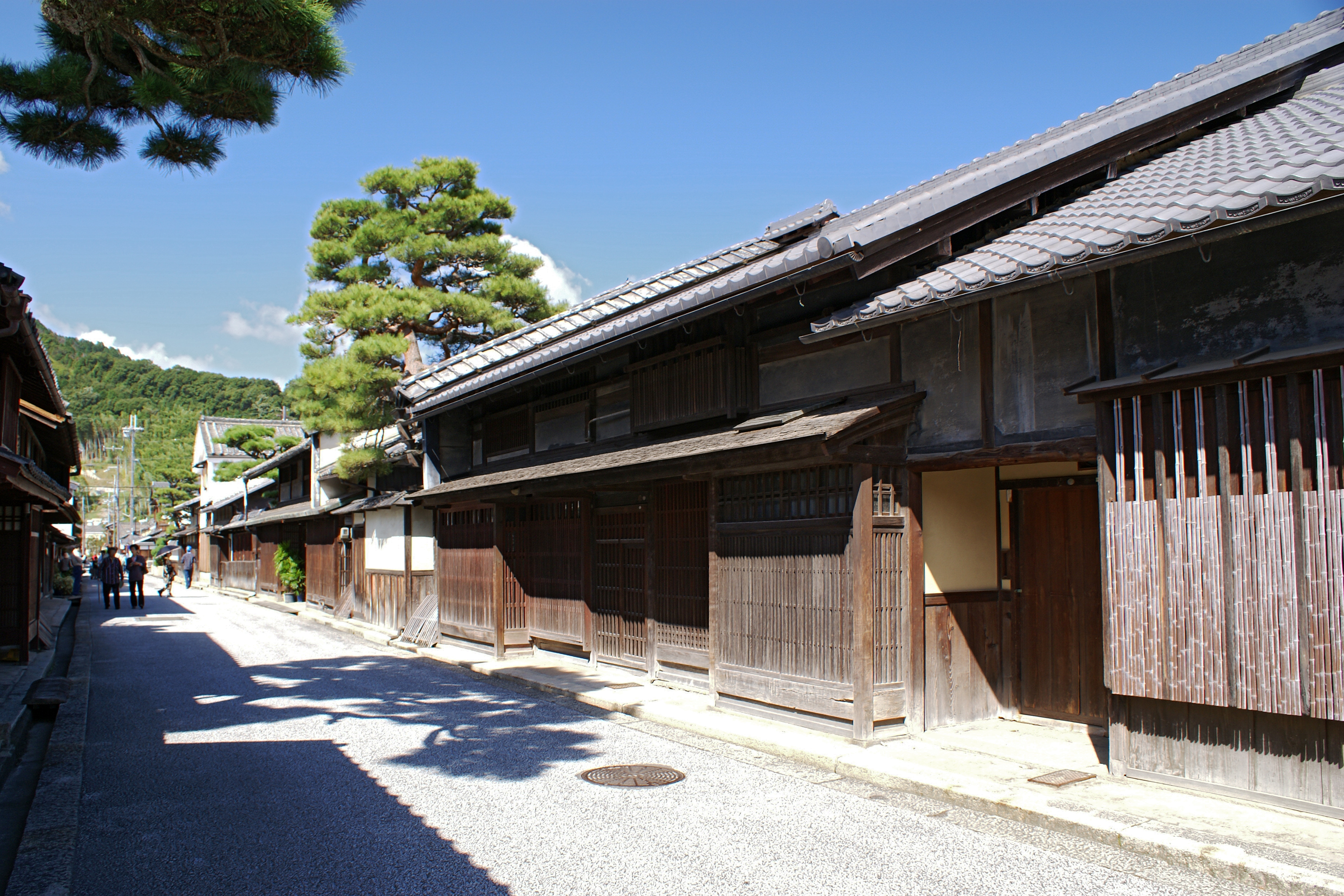
近江八幡市新町通り（重伝建）

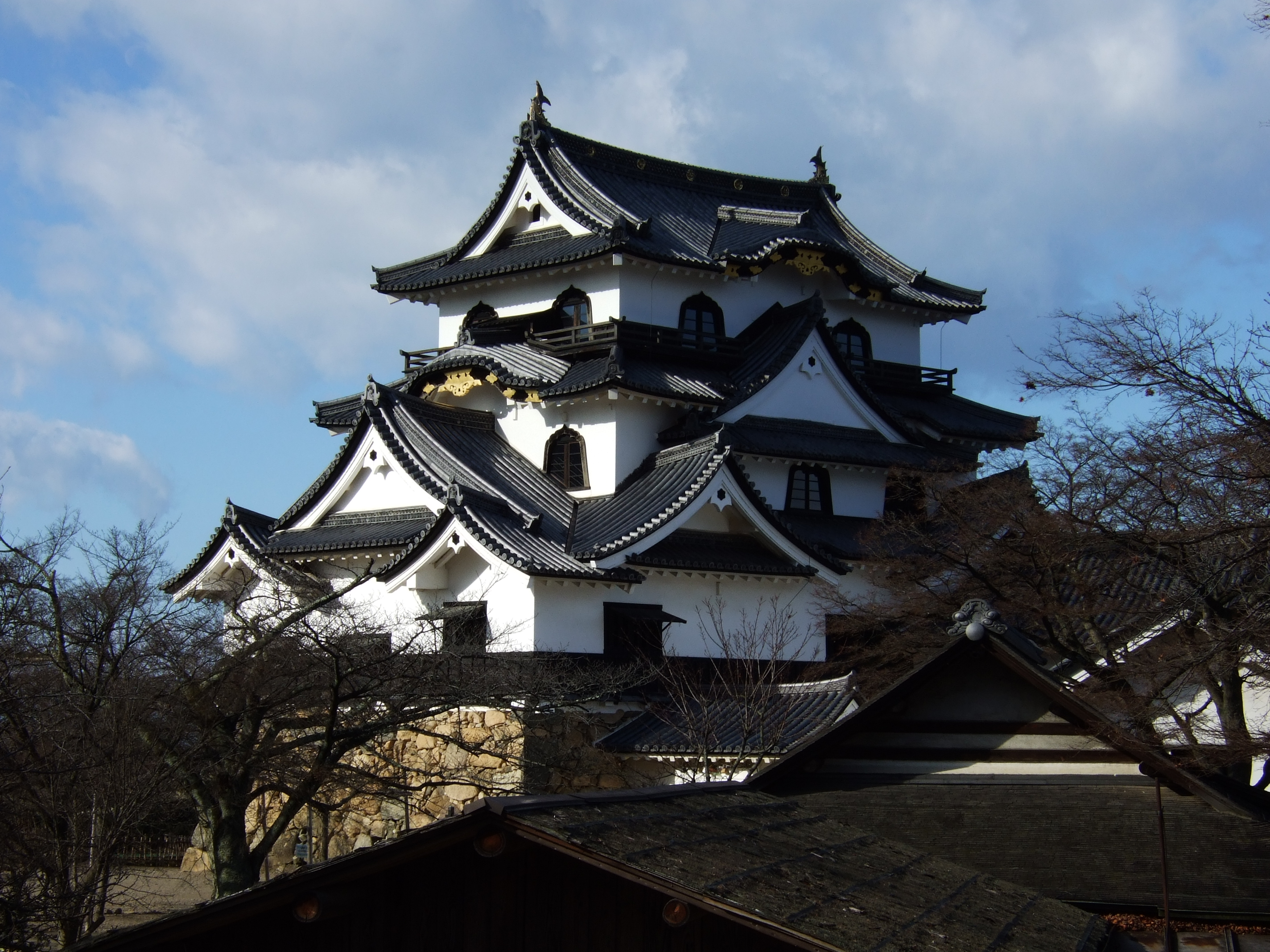
彦根城（特別史跡）

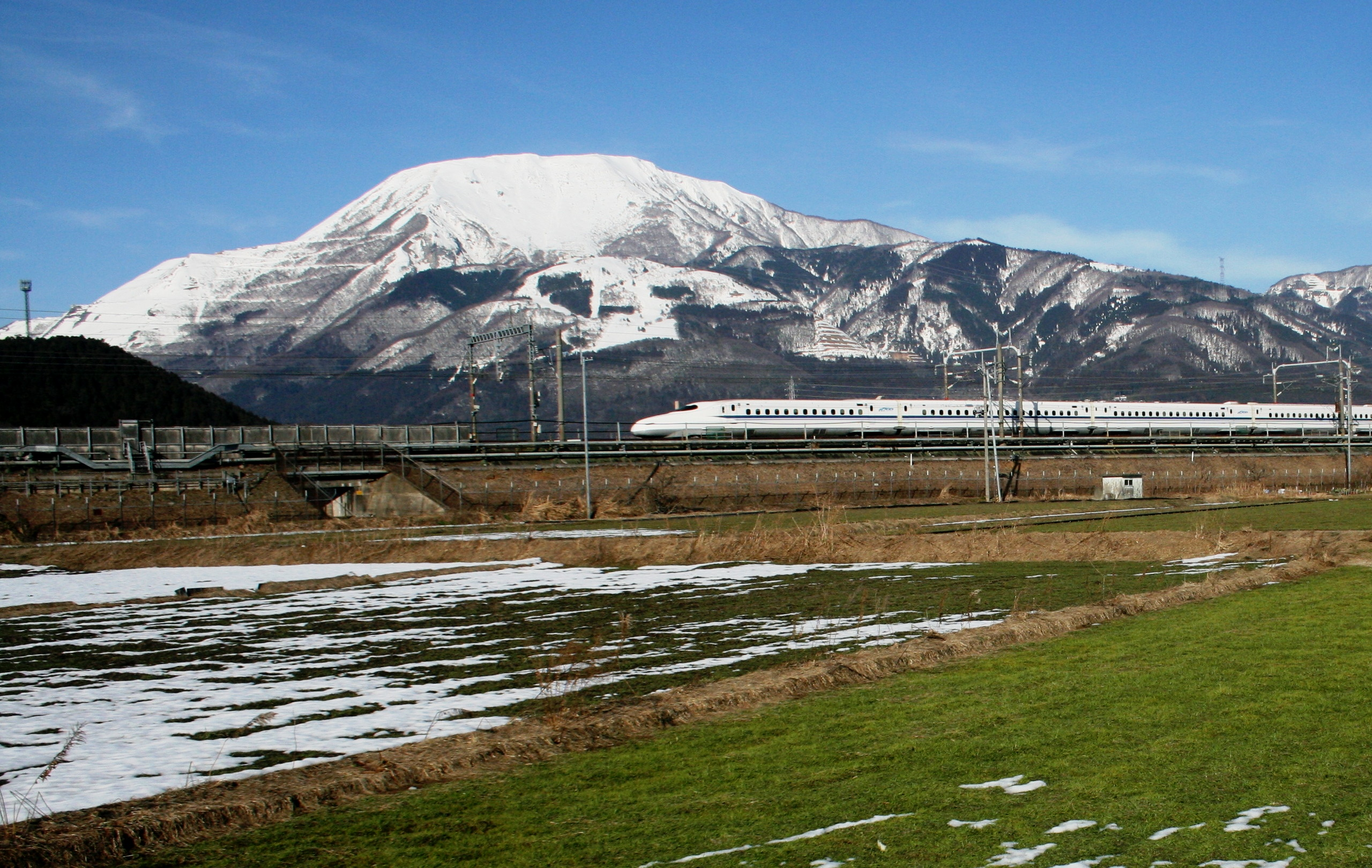
滋賀県最高峰の伊吹山とJR東海東海道新幹線 (N700系)

### 古代
弥生時代から多くの渡来人が入植し、都に近いために早い時期から開発が進められた。
伝承の時代ではあるが、記紀の記事によれば、第12代景行天皇、第13代成務天皇、第14代仲哀天皇が志賀高穴穂宮（大津市）で天下を治めたとあり、古代から政治的に重要な地域であったことを示唆している。
国造が分立した時代には、滋賀県は淡海国造と安国造の領域であった。その他、犬上県主や息長氏、蒲生稲置、三上祝など有力豪族が多く存在した。
古墳時代の5世紀中葉に現皇室の直系の皇祖に当たる継体天皇が近江で生誕し、仁徳朝の25代目武烈天皇が断絶したため、507年に第26代天皇として即位している。飛鳥時代には近江大津宮（天智天皇）、奈良時代には紫香楽宮（聖武天皇）や保良宮（淳仁天皇）が置かれた。壬申の乱や藤原仲麻呂の乱といった戦乱の舞台となることがたびたびあった。
奈良時代に藤原仲麻呂が編纂した藤原氏の「家伝」には、「近江国は宇宙（あめのした）に名の有る地なり。地広くして人衆（おお）くして、国富み家給（そな）う。」
と書かれており、古代近江は琵琶湖の淡水を介在し、広い平野に多くの人達が住んでおり、豊かな地であった。
近江は延喜式内社の総数が近畿圏では、大和に次いで2番目、全国でも大和、伊勢、出雲に次いで4番目に多く、古代から近江は日本の重要な地位を担っていたといえる。（近江国の式内社一覧）

### 中世
平安時代初期に近江出身の僧最澄は比叡山に延暦寺を開創した。延暦寺は数々の名僧を輩出し、現代に続く日本の仏教文化を大きく発展させた。
平安中期より佐々木氏が近江に起こった。佐々木氏は源頼朝が関東地方で勃興するとこれに積極的に加わり、近江一国の守護職を得た。以降、六角氏や京極氏に分かれながら、佐々木一族は戦国時代に至るまで近江国を支配した。南北朝期にはばさら大名で有名な佐々木道誉（高氏）が出て京極家の勢威を伸ばした。
本願寺蓮如の大布教が始まると、大津付近は一向宗色が強くなった。このため、これを喜ばない比叡山がたびたび攻撃を仕掛けた。比叡山東麓の坂本は一向宗の堅田と経済的にも対立していたことから、両者の抗争は頻繁であった。この後に蓮如は大津に一向宗拠点を構えた。

### 戦国時代
戦国時代に入ると、北部に浅井氏が台頭する。形の上で京極氏を奉じた浅井氏は南部を領する六角氏と抗争する。織田信長と結んだ浅井長政に至って六角氏を駆逐するが、後に将軍の信長包囲網に加わって信長に抵抗、小谷城の戦いにより、1573年（天正元年）に滅んだ。
近江国を支配圏に入れた信長は、根拠地として近江盆地に安土城を築城する。信長の死後は畿内を地盤とする羽柴秀吉と、越前国北の庄を地盤とする柴田勝家の係争地となり、北部で行われた賤ヶ岳の戦いにおける秀吉の勝利で決着がつけられた。秀吉は初めての領地が長浜であった関係で、多数の近江国住民を主に事務方として登用した。石田三成はその1人である。また秀吉の甥豊臣秀次は八幡山城およびその城下町を築き、琵琶湖につながる運河八幡堀を整備し、商業を振興させた。
その他、近江からは蒲生氏郷・藤堂高虎・大谷吉継など数々の名武将を輩出した。戦国時代から江戸時代にかけての甲賀郡では甲賀流忍者が活動していた。

### 近世
徳川家康は、徳川氏における精鋭軍を率いる井伊氏を関ヶ原に近い彦根に入封させて西国の抑えとし、北部の大部分は彦根藩の領土となった。まとまった大藩は彦根藩のみであり、その他は膳所藩、水口藩、大溝藩、西大路藩、宮川藩、山上藩、三上藩といった小藩、交代寄合の最上家の大森陣屋、交代寄合の朽木家の朽木陣屋、さらに他国の諸藩領や天領などが入り交じり、江戸時代の近江国の領地区分は複雑な様相を呈していた。江戸時代初期には将軍上洛用御殿が水口城、永原御殿、伊庭御殿、柏原御殿とあったが、3代将軍家光以降は上洛が途切れ御殿が次第に老朽化して、廃れていった。
文化面において特筆すべきは、江戸初期の人物で近江聖人とも称された儒教学者中江藤樹が活躍し、日本の陽明学を発展させた。松尾芭蕉（義仲寺に眠る）は近江を旧里と呼ぶほど好んで訪れ俳諧を高めたとともに、近江蕉門と呼ばれる数多くの門人を輩出した。
また江戸時代には、鎌倉時代から続く商工業が飛躍的に発達し、犬上・愛知・神崎・蒲生・高島の各郡、特に八幡・日野・五個荘などから近江商人を多く輩出した。一部の商人は幕末から明治維新の混乱で没落したものの、近代以降も多くの近江商人が活躍し、今日に至る日本経済の発展に寄与した。

### 近代
明治維新により幕府領・旗本領に大津県が設置された後、廃藩置県によって各藩は各県に移行し、1871年11月22日、新たな大津県（滋賀郡・蒲生郡以南）と長浜県（高島郡・神崎郡以北）に統合された。翌1872年1月19日に大津県が滋賀県に、2月27日に長浜県が犬上県にそれぞれ改称され、9月28日に両県が合併し、近江国、並びに現在と領域を同じくする新たな滋賀県が成立した。その後、1876年8月21日から1881年2月7日までの4年半には、現在の福井県嶺南地方（敦賀市以西）を編入した。この間、滋賀県は若狭湾に面していたことになる。敦賀市以西を分離する際、地元では反対運動がおこり、時の滋賀県令、籠手田安定が1881年2月、反対文書（若狭・越前四郡離脱に対する建議書）を、太政大臣三条実美と内務卿松方正義宛に送った。本庁舎は大津に置かれたが、南西に偏在しているため、近江国最大の城下町であった彦根も候補に上がっていた。1891年と1936年の2度、大津から彦根への本庁舎移転運動が起こったことがある。

## 人口
京都や大阪に近いながらも自然豊かで地価も比較的安いため、京都・大阪の通勤通学圏として住宅需要が高く、住宅開発が活発である。交通利便性の向上を下地にしたモノづくり拠点の整備や商業施設の開業・増設が続き、地方にあって人口増加が続いてきた。2020年に実施した国勢調査によると滋賀県の人口増加率は+0.05 %で、47都道府県の中で第8位。近畿地方では滋賀県だけが増加した。草津市の+4.86%、守山市の+4.23 %、栗東市の+3.10％は全国の市町村トップ100に入っている。
国立社会保障・人口問題研究所の将来推計（2018年3月公表）によると、2015年〜2045年の人口指数（2015年時点の人口を100としたときの2045年の人口）は89.4になり、全国的には東京都・沖縄県・愛知県・神奈川県・埼玉県に次いで減少率が緩やかになると見込まれている。特に草津市、守山市、栗東市の3市は2015年〜2045年の人口指数が105を超える高水準である。
湖南地方で人口増加する自治体が多い一方、県北部や郡部では人口減少率の大きな地域もあり二極化が進んでいる。2020年国勢調査によると甲良町では9.62％、高島市では7.29％の人口減となった。

滋賀県市町村人口増減率分布図（2015年度と2020年度国勢調査から算出）
増加
2.5 - 4.99 %
0.0 - 2.49 %
減少
0.0 - 2.49 %
2.5 - 4.99 %
5.0 - 7.49 %
7.5 - 9.99 %

| 増加 2.5 - 4.99 % 0.0 - 2.49 % | 減少 0.0 - 2.49 % 2.5 - 4.99 % 5.0 - 7.49 % 7.5 - 9.99 % |

| 滋賀県（に相当する地域）の人口の推移 \| 1970年（昭和45年） \| 889,768人 \| \| \| 1975年（昭和50年） \| 985,621人 \| \| \| 1980年（昭和55年） \| 1,079,898人 \| \| \| 1985年（昭和60年） \| 1,155,844人 \| \| \| 1990年（平成2年） \| 1,222,411人 \| \| \| 1995年（平成7年） \| 1,287,005人 \| \| \| 2000年（平成12年） \| 1,342,832人 \| \| \| 2005年（平成17年） \| 1,380,361人 \| \| \| 2010年（平成22年） \| 1,410,777人 \| \| \| 2015年（平成27年） \| 1,412,916人 \| \| \| 2020年（令和2年） \| 1,413,610人 \| \| |             |  |
| 総務省統計局 国勢調査より |             |  |
| 1970年（昭和45年） | 889,768人   |  |
| 1975年（昭和50年） | 985,621人   |  |
| 1980年（昭和55年） | 1,079,898人 |  |
| 1985年（昭和60年） | 1,155,844人 |  |
| 1990年（平成2年） | 1,222,411人 |  |
| 1995年（平成7年） | 1,287,005人 |  |
| 2000年（平成12年） | 1,342,832人 |  |
| 2005年（平成17年） | 1,380,361人 |  |
| 2010年（平成22年） | 1,410,777人 |  |
| 2015年（平成27年） | 1,412,916人 |  |
| 2020年（令和2年） | 1,413,610人 |  |

### 自治体別統計
地方公共団体コードごとに市町村を以下に列挙する。現在、19市町（13市6町）がある。法定人口は2020年（令和2年）10月1日実施の国勢調査の値、推計人口は2025年6月1日の値。人口密度は推計人口 / 面積で算出したもの。
| 市区町村   | 団体コード | 郡     | 法定人口 （人） | 推計人口 （人） | 面積 (km2) | 人口密度 （人/km2） | 増減率 (%) |
| ---------- | ---------- | ------ | --------------- | --------------- | ---------- | ------------------- | ---------- |
| 大津市     | 25201-8    | 市     | 345,070         | 344,635         | 464.51     | 742                 | -0.13      |
| 彦根市     | 25202-6    | 市     | 113,647         | 111,605         | 196.87     | 567                 | -1.80      |
| 長浜市     | 25203-4    | 市     | 113,636         | 108,219         | 681.02     | 159                 | -4.77      |
| 近江八幡市 | 25204-2    | 市     | 81,122          | 80,712          | 177.45     | 455                 | -0.51      |
| 草津市     | 25206-9    | 市     | 143,913         | 148,938         | 67.82      | 2,196               | +3.49      |
| 守山市     | 25207-7    | 市     | 83,236          | 85,103          | 55.73      | 1,527               | +2.24      |
| 栗東市     | 25208-5    | 市     | 68,820          | 68,756          | 52.69      | 1,305               | -0.09      |
| 甲賀市     | 25209-3    | 市     | 88,358          | 85,342          | 481.62     | 177                 | -3.41      |
| 野洲市     | 25210-7    | 市     | 50,513          | 49,993          | 80.15      | 624                 | -1.03      |
| 湖南市     | 25211-5    | 市     | 54,460          | 53,347          | 70.40      | 758                 | -2.04      |
| 高島市     | 25212-3    | 市     | 46,377          | 43,390          | 693.05     | 63                  | -6.44      |
| 東近江市   | 25213-1    | 市     | 112,819         | 110,178         | 388.37     | 284                 | -2.34      |
| 米原市     | 25214-0    | 市     | 37,225          | 35,368          | 250.39     | 141                 | -4.99      |
| 日野町     | 25383-9    | 蒲生郡 | 20,964          | 20,204          | 117.60     | 172                 | -3.63      |
| 竜王町     | 25384-7    | 蒲生郡 | 11,789          | 11,074          | 44.55      | 249                 | -6.06      |
| 愛荘町     | 25425-8    | 愛知郡 | 20,893          | 20,344          | 37.97      | 536                 | -2.63      |
| 豊郷町     | 25441-0    | 犬上郡 | 7,132           | 6,837           | 7.80       | 877                 | -4.14      |
| 甲良町     | 25442-8    | 犬上郡 | 6,362           | 5,919           | 13.63      | 434                 | -6.96      |
| 多賀町     | 25443-6    | 犬上郡 | 7,274           | 6,969           | 135.77     | 51                  | -4.19      |
| 滋賀県     | 25000-7    | 県     | 1,413,610       | 1,396,933       | 4017.38    | 348                 | -1.18      |

### 滋賀県人口動態
2024年現在約140万人となっている。一貫して人口増加が続いており1976年に100万人を、2008年には140万人を上回っている。2010年に141万人を上回ってからは人口横ばいで推移していたが、2020年以降は人口減少の傾向が見られるようになっている。
| 実施年 | 人口（人） | 増減人口（人） | 人口増減率(%) | 国内増減率(%) | 増加率全国順位 |
| ------ | ---------- | -------------- | ------------- | ------------- | -------------- |
| 1960年 | 842,695    | -              | -             | -             | -              |
| 1965年 | 853,385    | 10,690         | 1.27          | 5.20          | 18位           |
| 1970年 | 889,768    | 36,383         | 4.26          | 5.54          | 12位           |
| 1975年 | 985,621    | 95,853         | 10.77         | 7.92          | 5位            |
| 1980年 | 1,079,898  | 94,277         | 9.57          | 4.57          | 4位            |
| 1985年 | 1,155,844  | 75,946         | 7.03          | 3.40          | 5位            |
| 1990年 | 1,222,411  | 66,567         | 5.76          | 2.12          | 4位            |
| 1995年 | 1,287,005  | 64,594         | 5.28          | 1.58          | 2位            |
| 2000年 | 1,342,832  | 55,827         | 4.34          | 1.08          | 1位            |
| 2005年 | 1,380,361  | 37,529         | 2.79          | 0.66          | 5位            |
| 2010年 | 1,410,777  | 30,416         | 2.20          | 0.23          | 5位            |
| 2015年 | 1,412,916  | 2,139          | 0.15          | 0.75          | 7位            |
| 2020年 | 1,413,610  | 695            | 0.05          | 0.75          | 8位            |

## 政治

### 県政

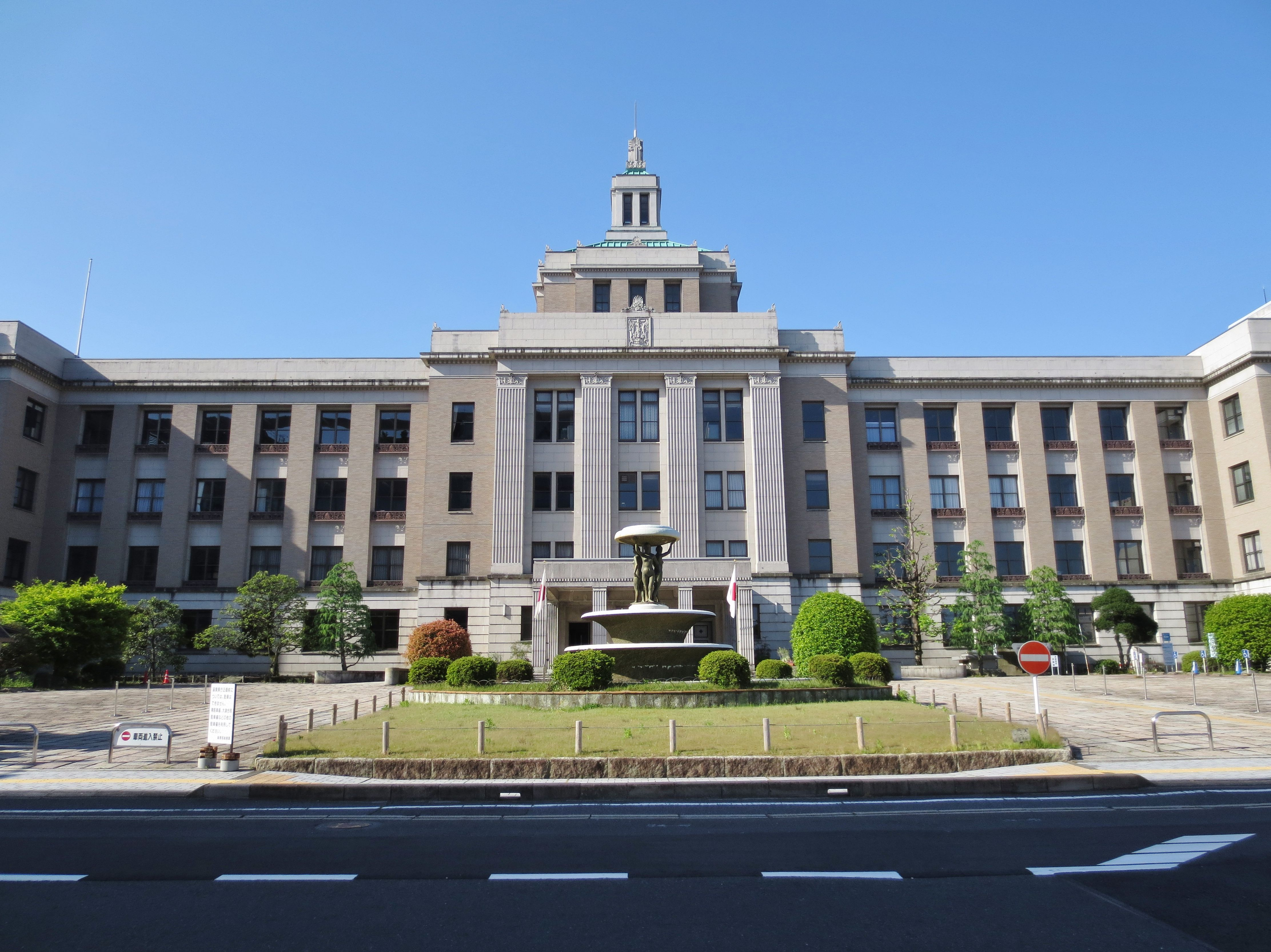
滋賀県本庁舎
（大津市）

- 知事:三日月大造（みかづきたいぞう、3期目）

#### 歴代知事
歴代知事（公選）を以下に抜粋
- 初代 服部岩吉 （1947年4月12日 - 1954年11月8日、2期）
- 2代 森幸太郎 （1954年12月7日 - 1958年12月6日、1期）後に農林大臣
- 3代 谷口久次郎 （1958年12月7日 - 1966年12月6日、2期）
- 4代 野崎欣一郎 （1966年12月7日 - 1974年12月6日、2期）
- 5代 武村正義 （1974年12月7日 - 1986年6月16日、3期）後に大蔵大臣など
- 6代 稲葉稔 （1986年7月20日 - 1998年7月19日、3期）
- 7代 國松善次 （1998年7月20日 - 2006年7月19日、2期）
- 8代 嘉田由紀子 （2006年7月20日 - 2014年7月19日、2期）滋賀県初の女性知事。全国では、2006年の初当選時で5人目。
- 9代 三日月大造（2014年7月20日 - 、3期目）

#### 財政
- 2011年度
  - 財政力指数 0.54 - Iグループ（財政力指数0.5以上、1.0未満）全国都道府県16位
- 2010年度
  - 財政力指数 0.58 - Iグループ（財政力指数0.5以上、1.0未満）全国都道府県13位
- 2009年度
  - 財政力指数 0.62 - Iグループ（財政力指数0.5以上、1.0未満）全国都道府県14位[21]
- 2008年度
  - 財政力指数 0.61 - Iグループ（財政力指数0.5以上、1.0未満）全国都道府県15位
- 2007年度
  - 財政力指数 0.56 - Iグループ（財政力指数0.5以上、1.0未満）17自治体中14位
- 2006年度
  - 財政力指数 0.51 - Iグループ（財政力指数0.5以上、1.0未満）16自治体中15位
  - 標準財政規模 - 2798億9600万円
  - 経常収支比率 - 91.8 % （都道府県平均は92.6 %）
  - 実質収支比率 - 0.38 % わずかに黒字である
  - 人口1人当たり人件費・物件費等決算額 - 13万5,324円 （都道府県平均は12万4,759円であり、やや多い）
  - 人口100,000人当たり職員数 - 1,285.89人 （都道府県平均は1,173.11人であり、やや多い）
    - 職員数の定数全体のうち教職員・警察官で約75 %を占める

  - ラスパイレス指数 - 98.6
  - 実質公債費比率 - 13.6 % （都道府県平均は14.7 %）
  - 人口1人当たり地方債現在高 - 65万7,797円 （都道府県平均は62万2,416円）
    - 普通会計分の地方債残高のみである
- 地方債の残高
  - 普通会計分の地方債現在高 - 9022億2,000万円
  - 上記以外の特別会計分の地方債現在高 - 1057億3,300万円
    - 主な内訳 流域下水道会計分 - 585億円 病院事業分 246億円 上水道供給事業分 182億円

  - 第三セクター等の債務状況（債務保証にかかわる債務残高等） - 616億6,700万円
    - 主な内訳 社団法人滋賀県造林公社分 106億円 財団法人びわ湖造林公社 - 337億円

  - 滋賀県の債務残高 - 1兆0696億2,000万円（連結会計）
  - 滋賀県民1人あたり債務残高 - 76万4,279円
- 2005年度
  - 財政力指数 0.45 - IIグループ（財政力指数0.4以上、0.5未満）8自治体中6位
- 2004年度
  - 財政力指数 0.44 - IIグループ（財政力指数0.4以上、0.5未満）10自治体中8位

### 国政
衆議院の小選挙区が4。参議院では、全県で1区を構成。

## 経済・産業
滋賀県は、日本有数の消費地である京都・大阪を支える農業県であった。滋賀県内の農業は稲作中心で、県内の耕地面積のほとんどを水田が占めている（2011年の水田率国内第2位）。滋賀県で生産された米は「江州米」または「近江米」として知られる。戦後の第2次産業・第3次産業の発展に伴い、県内の農家の多くは兼業農家であり、2010年の副業農家率は国内第3位である。また滋賀県は日本茶発祥の地とされ、江戸時代には政所茶が宇治茶と並ぶブランド茶として名を馳せ、現在も甲賀市土山町（土山茶。県内最大の栽培面積・生産量）と信楽町朝宮（「朝宮茶」。日本五大銘茶のひとつ）を中心に栽培が行われている。その他、第1次産業においては、琵琶湖における漁業（アユ・ビワマス・セタシジミなど）、湖東地方を中心とする近江牛の生産などが盛んである。
現在は西日本有数の工業県であり、2010年の工業生産出荷額は6兆5,741億円に達する。県内総生産に占める第二次産業・製造業の割合は40％を超え、全国1位である。主要な工業生産品には近世からの伝統産業である日野・甲賀地方の医薬品（特に置き薬）があり、2011年の医薬品生産額は2,506億円（全国11位、シェア3.6 %）となっている。また滋賀県内には既述の医薬品を含め主に9つの地場産業が存在する。
「環境先進県」としても知られており、県内には新エネ・省エネ・蓄電池・水処理・バイオなどの環境関連企業・技術・人材・教育機関が集積している他、「医工連携」プロジェクトによる医療・健康機器分野の成長が期待されている。また第3次産業を主体に、県内の就業者数は一貫して増加している。
2012年の滋賀県の GDP（県内総生産）は、人口で上回る鹿児島県・熊本県のそれよりも大きい。一人当たりの県民所得（県民経済計算）についても2013年度で第4位となっており、全国トップクラスとなっている。
今後の中期経済成長率については民間シンクタンクによれば、「堅調な人口動態と若年人口比率の高さ」・「京阪神と名古屋の中間経済圏としての立地と交通利便性」・「産業集積度や産学官連携推進」などにより、全国上位と予測されている。
また厚生労働省の報告書「平成27年版　労働経済の分析」によると、2012年時点における滋賀県の有業者数あたりの専門職人材（研究者・技術者・医師・会計士・教員などの専門的職業従業者）比率は、東京都・神奈川県・京都府に次ぐ高さとなっており、当県に専門的・技術的職業の人材が集積している。完全失業率は全国平均未満 であり、比較的堅実である。
滋賀県内の第3次産業活動については、県庁所在地である大津市や人口が密集している草津市を中心とした湖南地域にやや偏っている。またびわ湖環境ビジネスメッセや滋賀ビジネスパートナーといった経済イベントが開催されているほか、滋賀経済同好会では近江商人の哲学・精神を守り、広げていく活動が行われている。

### 本店を置く企業
- 滋賀銀行
- 近江兄弟社
- セネファ（せんねん灸）
- 平和堂
- たねや
- ドリームフーズ

- リカーマウンテン
- 来来亭
- 滋賀県製薬
- 童夢
- フジテック
- アサヒビールモルト

- 日本電気硝子
- タカラバイオ
- 三東工業社
- オプテックスグループ
- 湖北工業

### 滋賀県ゆかりの企業
- 日本旅行（創業地が草津市）
- オーミケンシ（創業地が彦根市）
- 東レ（創業地）
- タカタ（創業地が彦根市）
- トヨタ自動車（初代社長が彦根市出身）
- 西武グループ（創業者が愛荘町出身）
- ワコール（創業者が東近江市出身）
- 髙島屋（創業者が高島市出身）
- 住友財閥（初代総理事、2代目が野洲市出身）
- 伊藤忠商事・丸紅（創業者が豊郷町出身）
- 日本生命保険（創業者が彦根市出身）
- ヤンマー（創業者が長浜市出身）
- 旭化成（社名が大津市の寺院に由来）
- 綾羽（アヤハグループ）

他多数。

## 生活・交通

### 警察
- 滋賀県警察

### 交通

#### 空港
現在は県内に空港は存在しない。戦前・戦中には大日本帝国陸軍用の八日市飛行場が存在。また戦後には日野町周辺にびわこ空港を作る構想があった。県周辺の主な空港は以下の通り。県内と各空港を直接つなぐ公共交通機関は関西空港駅と草津駅および野洲駅を結ぶ特急列車「はるか」のみである。2021年現在リムジンバスなどの運行はない。
- 中部国際空港（愛知県常滑市）
- 名古屋飛行場（愛知県豊山町・小牧市・春日井市・名古屋市北区）
- 大阪国際空港（兵庫県伊丹市、大阪府豊中市・池田市）
- 関西国際空港（大阪府泉佐野市・田尻町・泉南市）

#### 鉄道路線

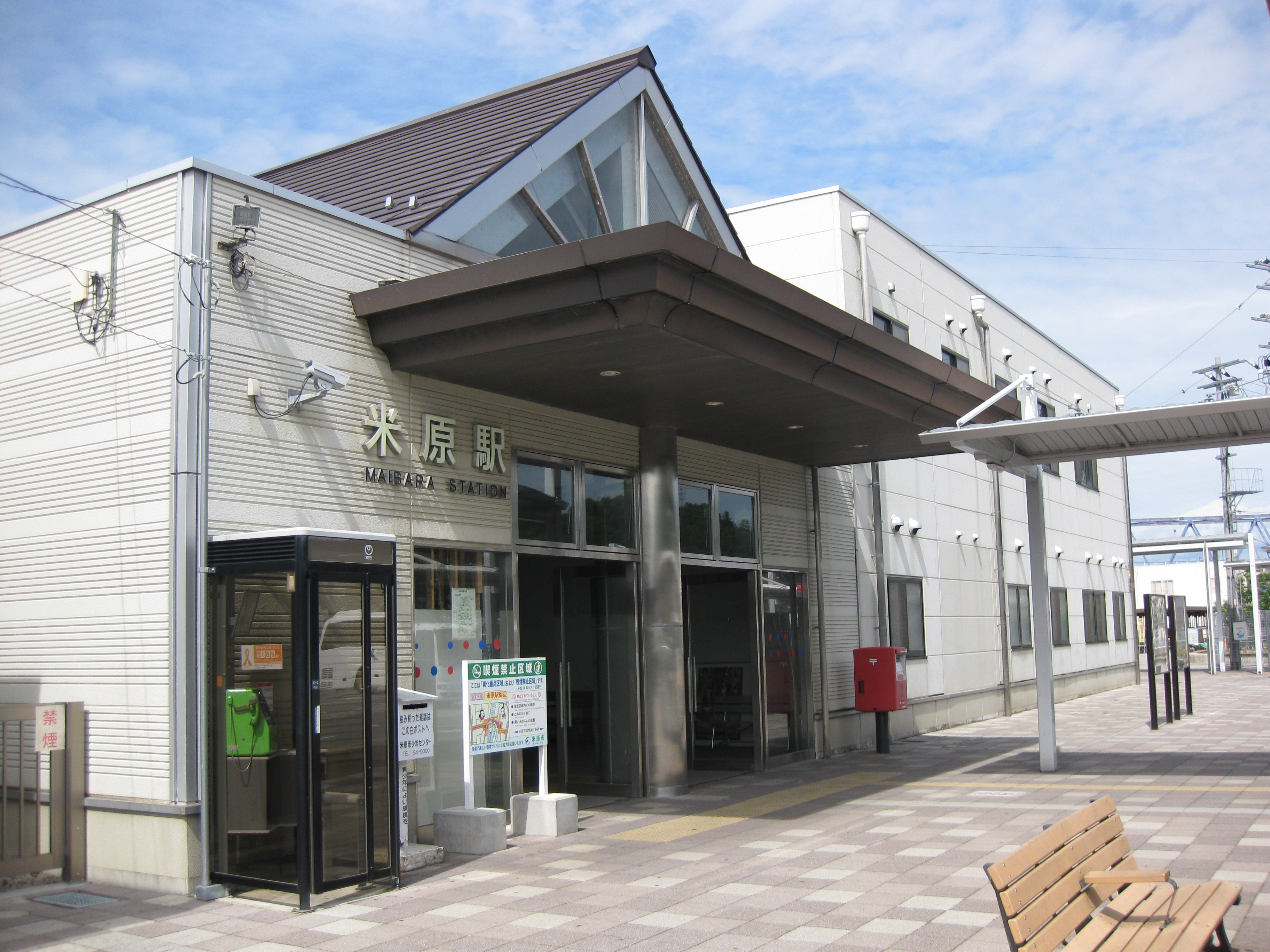
鉄道路線の結節点となっている米原駅

竜王町を除く全自治体に鉄道駅が存在する。信楽高原鐵道を除いて電化されており、すべてのJR路線が幹線である。
- 東海旅客鉄道（JR東海）
  - 東海道新幹線（東海道本線）
  - 東海道本線
- 西日本旅客鉄道（JR西日本）
  - 北陸本線（琵琶湖線）
  - 東海道本線（琵琶湖線）
  - 湖西線
  - 草津線
- 近江鉄道
  - 本線
  - 八日市線
  - 多賀線
  - 八幡山ロープウェー
- 信楽高原鐵道
  - 信楽線
- 京阪電気鉄道
  - 石山坂本線
  - 京津線
- 比叡山鉄道
  - 比叡山鉄道線（坂本ケーブル）

#### バス
一般路線バスを運行する事業者
- 近江鉄道 - 県内の広範囲に路線がある
  - 湖国バス - 近江鉄道の子会社
- 帝産湖南交通 - 大津市・草津市など湖南地域
- 滋賀交通・滋賀バス - 甲賀市・湖南市など
- 京阪バス - 大津市内と比叡山、京都方面
- 江若交通 - 湖西地域。かつての江若鉄道
- 西日本ジェイアールバス - 若江線。かつては亀草線、柳ヶ瀬線などもあった
- 京都バス - 京都市内から大津市や高島市へ乗入れ
- 名阪近鉄バス - 現在は伊吹山ドライブウェイの路線（季節運行）のみだが、かつては彦根などへ乗り入れていた

#### 道路

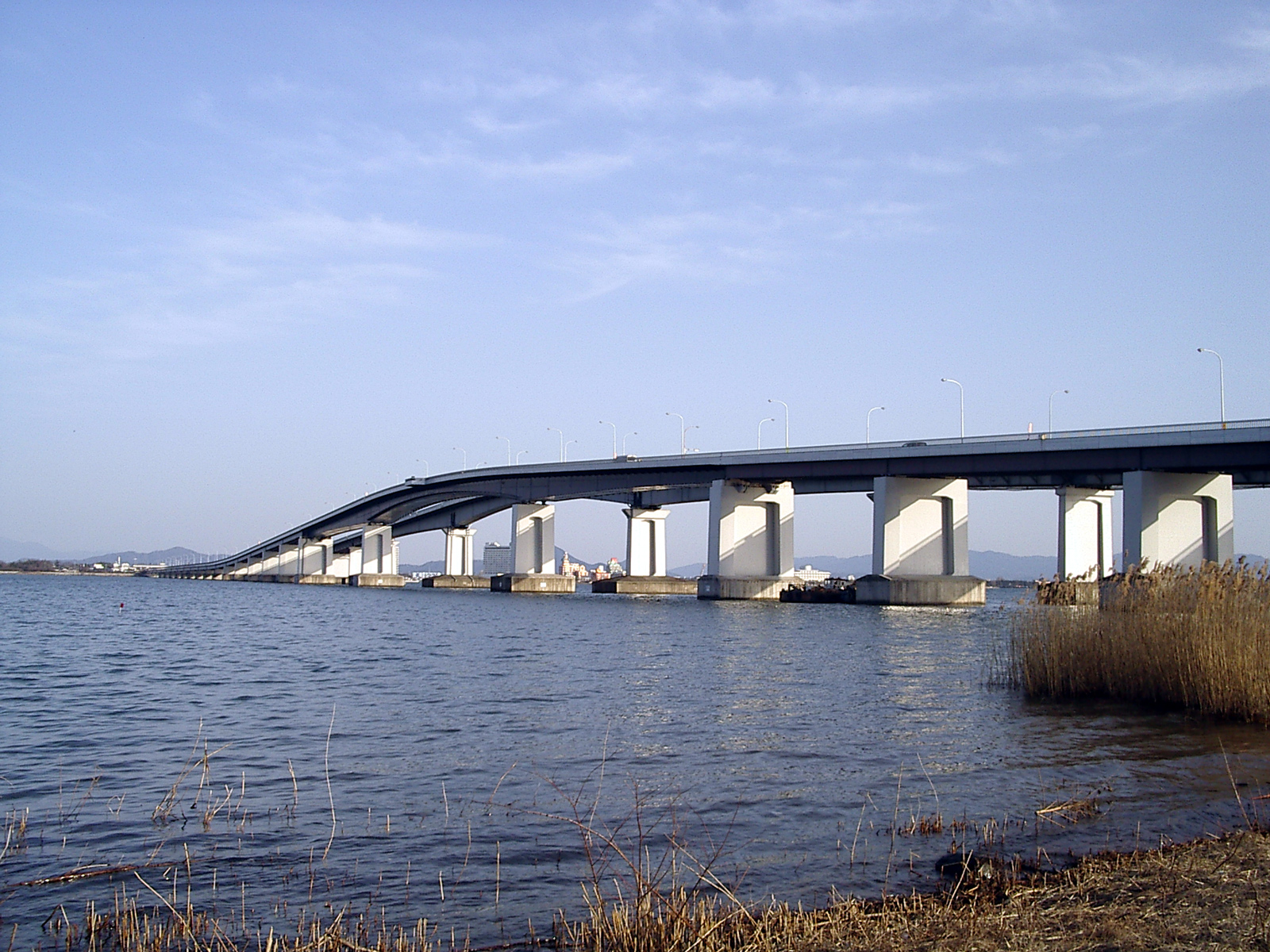
琵琶湖大橋

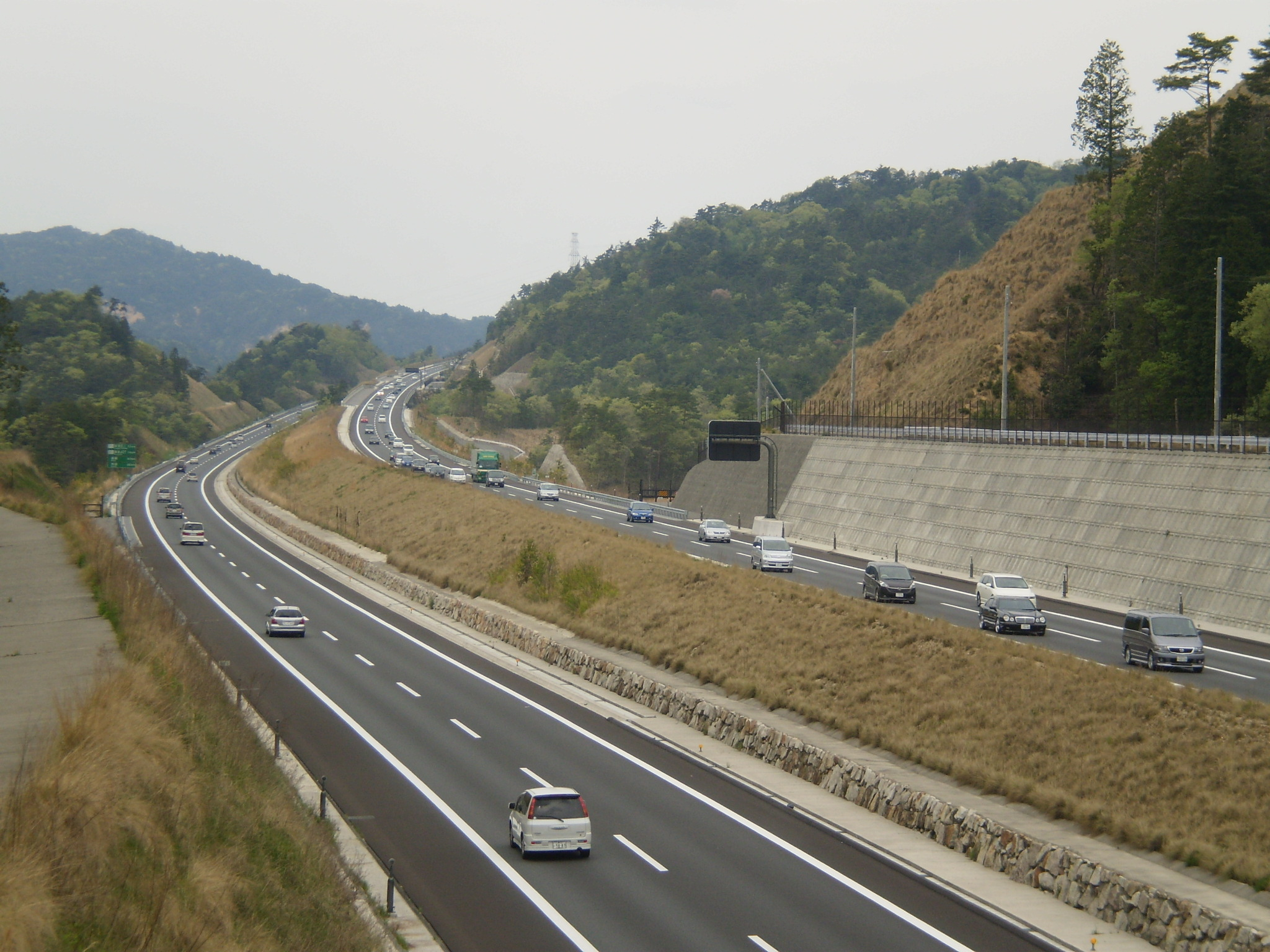
新名神高速道路（黄瀬跨道橋より大阪方面を望む）

主要な国道や県道でも高規格化整備が遅れており、至る所で渋滞が発生している。特に国道1号と国道8号は県内において依然、片側1車線区間が多く、交通集中のため慢性的に渋滞が発生する。
- 高速自動車国道
  - 中日本高速道路
    - 北陸自動車道
    - 中央自動車道西宮線（名神高速道路）（八日市以東）
    - 近畿自動車道名古屋神戸線（新名神高速道路）（甲賀土山IC以東、ただしICは含まず）

  - 西日本高速道路
    - 中央自動車道西宮線（名神高速道路）（八日市以西、ただしICは含まず）
    - 近畿自動車道名古屋神戸線（新名神高速道路）（甲賀土山IC以西）
- 一般有料道路
  - 西日本高速道路
    - 国道1号（京滋バイパス）

  - 日本自動車道
    - 伊吹山ドライブウェイ

  - 比叡山自動車道
    - 比叡山ドライブウェイ

  - 奥比叡参詣自動車道
    - 奥比叡ドライブウェイ

  - 滋賀県道路公社
    - 琵琶湖大橋有料道路
- 一般国道
  - 国道1号
  - 国道8号
  - 国道21号
  - 国道161号
    - 琵琶湖西縦貫道路

  - 国道303号
  - 国道306号
  - 国道307号
  - 国道365号
  - 国道367号
  - 国道421号
  - 国道422号
  - 国道477号

#### 航路

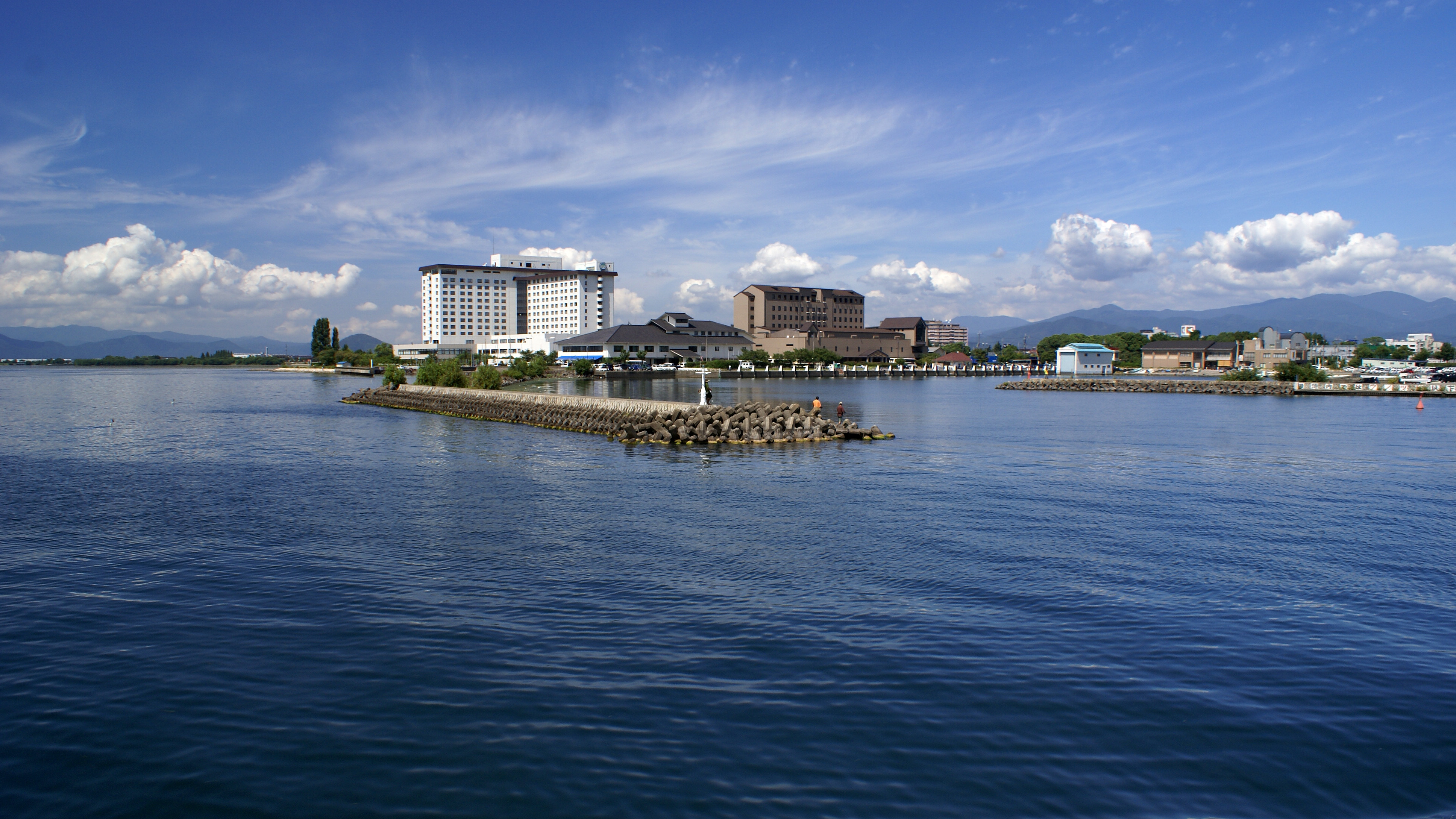
長浜港

大津港や竹生島港を中心に琵琶湖汽船（京阪グループ）とオーミマリン（近江鉄道グループの近江トラベル運営）が観光遊覧船を開設しているほか、近江八幡市の沖島と堀切新港を結ぶ通船や沖島と長命寺港を結ぶ渡し船が存在する。以下、琵琶湖汽船とオーミマリンによる定期観光航路を挙げる。
- 琵琶湖汽船
  - 大津港 - 大津プリンスホテル港（ミシガンクルーズ）
  - 大津港 - 沖島 - 竹生島港 - 長浜港（ぐるっとびわ湖一周クルーズ）
  - 今津港 - 竹生島港、長浜港 - 竹生島港、今津港 - 竹生島港 - 長浜港（竹生島クルーズ）
  - 大津港・おごと温泉港・草津烏丸半島港・ピエリ守山港・琵琶湖大橋港（琵琶湖大橋クルーズ）
- オーミマリン
  - 彦根港 - 竹生島 - マキノプリンスホテル桟橋（花見シーズンは海津大崎を経由） - 彦根港
  - 彦根港 - 多景島
  - 彦根港 - 海津大崎、マキノプリンスホテル桟橋 - 海津大崎（お花見船）

#### ナンバープレート
滋賀県で登録された自動車ナンバープレートは全て「滋賀」で、守山市の滋賀運輸支局で交付される。他府県民から「ゲジナン」や「ゲジゲジ」、または「イナズマナンバー」と揶揄されることがあるが、これは「滋」の「幺幺」の部分から連想されたものである。野洲市出身の西川貴教の呼びかけで2009年（平成21年）より草津市で開催されている大型野外音楽ライブ「イナズマロックフェス」の「イナズマ」は、ナンバープレートの俗称から命名された。

### 医療・福祉
- 災害拠点病院
  - 滋賀県災害拠点病院
- 保育所
  - 滋賀県保育所一覧

### マスメディア

#### 放送
滋賀県域を放送対象地域とする放送局の親局は、地上デジタルテレビは大津市の宇佐山、FMラジオは湖南市の十二坊で分かれている。また京都府との1府1県を放送対象地域とするKBS京都のFM補完中継局の送信所は府県境である比叡山に置かれている。
県域放送局
テレビ
- NHK大津放送局（総合テレビ）（大津市）[注釈 12]
- びわ湖放送（全国独立放送協議会）（大津市）

ラジオ
- NHK大津放送局 （第1放送、FM放送）[注釈 13]
- KBSラジオ滋賀放送局（NRN系列）（彦根市）
- エフエム滋賀（JFN系列）（大津市）

コミュニティFM
- FMひこね（彦根市）
- Rockets785（草津市）
- Radio Sweet（東近江市）
- FMおおつ（大津市）

全国放送およびネットワーク局
テレビ
テレビ放送について、当県は放送対象地域としての「近畿広域圏(大阪府大阪市に本局を置き、近畿地方全域を放送エリアとする在阪準キー局)」に含まれており、このうち毎日放送・朝日放送テレビ・関西テレビ・読売テレビについては県内に中継局が置局されている。また地域によっては比叡山にあるKBS京都中継局からのスピルオーバーによる京都放送の視聴が可能である（KBS京都の公式の電波到達範囲図）。
ラジオ
AMラジオについては在阪、在名各局とも受信可能。
FMラジオについては京都のエフエム京都のほか、大阪のエフエム大阪、FM802も一部では聴取可能である。またNHK京都・大阪も聴取可能である。

#### 新聞
- 地方紙・ブロック紙
2012年（平成24年）現在、日本新聞協会や全国地方新聞社連合会などに所属する地方紙はなく、京都新聞と中日新聞滋賀版が事実上の県紙となっている。
  - 近江同盟新聞 - 彦根市に所在。頒布エリアは彦根市周辺。
  - 滋賀夕刊新聞 - 長浜市に所在。頒布エリアは湖北・湖東地方。
    - 滋賀彦根新聞 - 彦根市に所在する滋賀夕刊新聞の姉妹紙。頒布エリアは彦根市周辺。

  - 近江毎夕新聞 - 長浜市に所在。頒布エリアは長浜市。
  - 滋賀報知新聞 - 本店を東近江市に置き、大津市、栗東市と東京に支局を設置。頒布エリアはほぼ全域。
  - 京都新聞 - 大津市に滋賀本社を設置。実質的な滋賀県のローカル紙の一つ。特に湖西・湖南・甲賀においてシェアが高い。
  - 中日新聞 - 大津市と彦根市に支局を設置。びわこ版を「滋賀中日」の題字で発行。実質的な滋賀県のローカル紙の一つ。特に湖北・湖東・東近江においてシェアが高く、米原市でのシェアは6割強である。
- かつて存在した新聞
  - 滋賀日日新聞 - 1922年（大正11年）に「江州日日新聞」として創刊。京都新聞の僚紙となった後、1978年（昭和53年）ごろに休刊。休刊後は京都新聞滋賀本社に引き継がれた。
  - みんなの滋賀新聞 - 2005年（平成17年）4月にみんなで作る新聞社が創刊したが、同年9月に休刊。復刊の目途が立たないまま12月に自己破産を申請し、倒産。
- 全国紙
  - 朝日新聞 - 大津市に総局を設置
  - 産業経済新聞（産経新聞） - 大津市に支局を設置
  - 日本経済新聞（日経新聞） - 大津市に支局を設置
  - 毎日新聞 - 大津市と彦根市に取材拠点を設置
  - 読売新聞 - 大津市と彦根市に支局を設置

## 教育

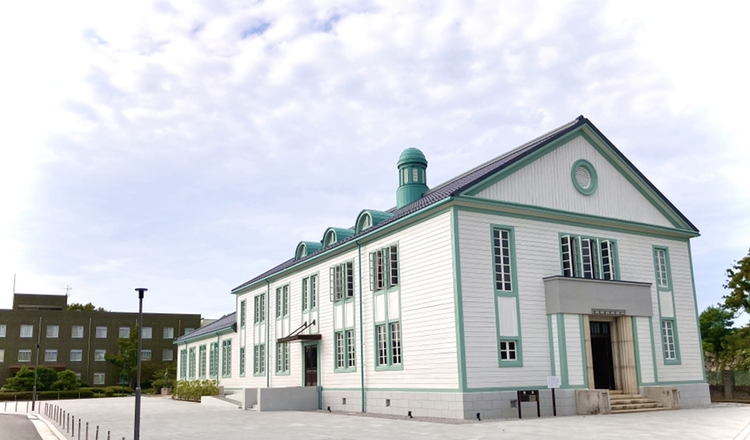
滋賀大学彦根キャンパス

2013年（平成25年）時点で13の大学・短期大学が立地しており、特に人口あたりの大学生数は京都府・東京都に次ぐ全国3位に位置している。小学校では京都府とともにランリック（ランリュック）がよく普及している。また児童の交通安全のための飛び出し坊やの設置が多く、飛び出し坊や愛好家のみうらじゅんからも注目されている。滋賀県独自の教育事業として、小学校5年生などを対象に琵琶湖上で行われる滋賀県立びわ湖フローティングスクール（平成24年内閣総理大臣賞の第5回海洋立国推進功労者表彰を受賞）がある。
大学
国立
- 滋賀医科大学
- 滋賀大学

公立
- 滋賀県立大学

私立
- 成安造形大学
- 聖泉大学
- 長浜バイオ大学
- びわこ学院大学
- びわこ成蹊スポーツ大学
- びわこリハビリテーション専門職大学
- 立命館大学 びわこ・くさつキャンパス
- 龍谷大学 瀬田キャンパス

短期大学
私立
- 滋賀短期大学
- 滋賀文教短期大学
- びわこ学院大学短期大学部

通信制大学
私立
- 放送大学 滋賀学習センター

専修学校
- 滋賀県専修学校一覧

特別支援学校
- 滋賀県特別支援学校一覧

高等学校
- 滋賀県高等学校一覧

中学校
- 滋賀県中学校一覧

小学校
- 滋賀県小学校一覧

幼稚園
- 滋賀県幼稚園一覧

外国人学校
- 滋賀県外国人学校一覧

その他教育機関
農業大学校
- 滋賀県立農業大学校

職業能力開発短期大学校
- 滋賀職業能力開発短期大学校
- 滋賀県調理短期大学校

## 文化・スポーツ
京都・大阪の文化圏に属し、とりわけ京都方面からの影響が大きい。岐阜県関ケ原町から滋賀県米原市にかけては東西文化の境界線をなす（アホかタワケか、雑煮が丸餅か角餅かなど）。湖北地方は北陸や東海の文化との緩衝地帯でもあり、例えば雑煮の味付けが北陸風の澄まし汁だったり（湖北地方以外は味噌仕立てが主流）、東海3県のブロック紙である中日新聞が広く配達されていたりする（米原市では6割強のシェアを占める）。

### 県民性
『角川日本地名大辞典』では「温和で、一徹ではなく、計数に明るく利害に敏感で、蓄財に長じている。文にたけるが武はそれほどでもない。」「地味で着実、おとなしく粘り強く努力する。」としている。社寺（滋賀県には浄土真宗門徒が多い）を中心とする伝統的な地縁社会であることから、保守的・閉鎖的であるとの指摘もある。祖父江孝男は、滋賀県の県民性イメージは近江商人に関するステレオタイプから生み出された部分が大きいとしている。

### 方言
滋賀県内で話される方言は近畿方言（いわゆる関西弁）に分類され、京言葉と共通する特徴が多い。近世の近江国は、中央に琵琶湖がある地理的要因と小藩が乱立する政治的要因によって国内の交流が制限された一方、街道の発達によって地域それぞれに周辺諸国（美濃や若狭など）と交流を持っていたため、狭い面積でありながら細かな地域差があり、特に湖北地方の方言は独自性が強い。滋賀県の方言の特徴としては、第三者待遇表現の多用や、「そ」で始まる指示語のハ行音化（例：それ→ほれ）、終助詞「ほん」（湖東・湖北）などが挙げられる。

### 食文化
- 郷土料理
- ご当地グルメ
  - 近江牛（湖東地方が主産地）

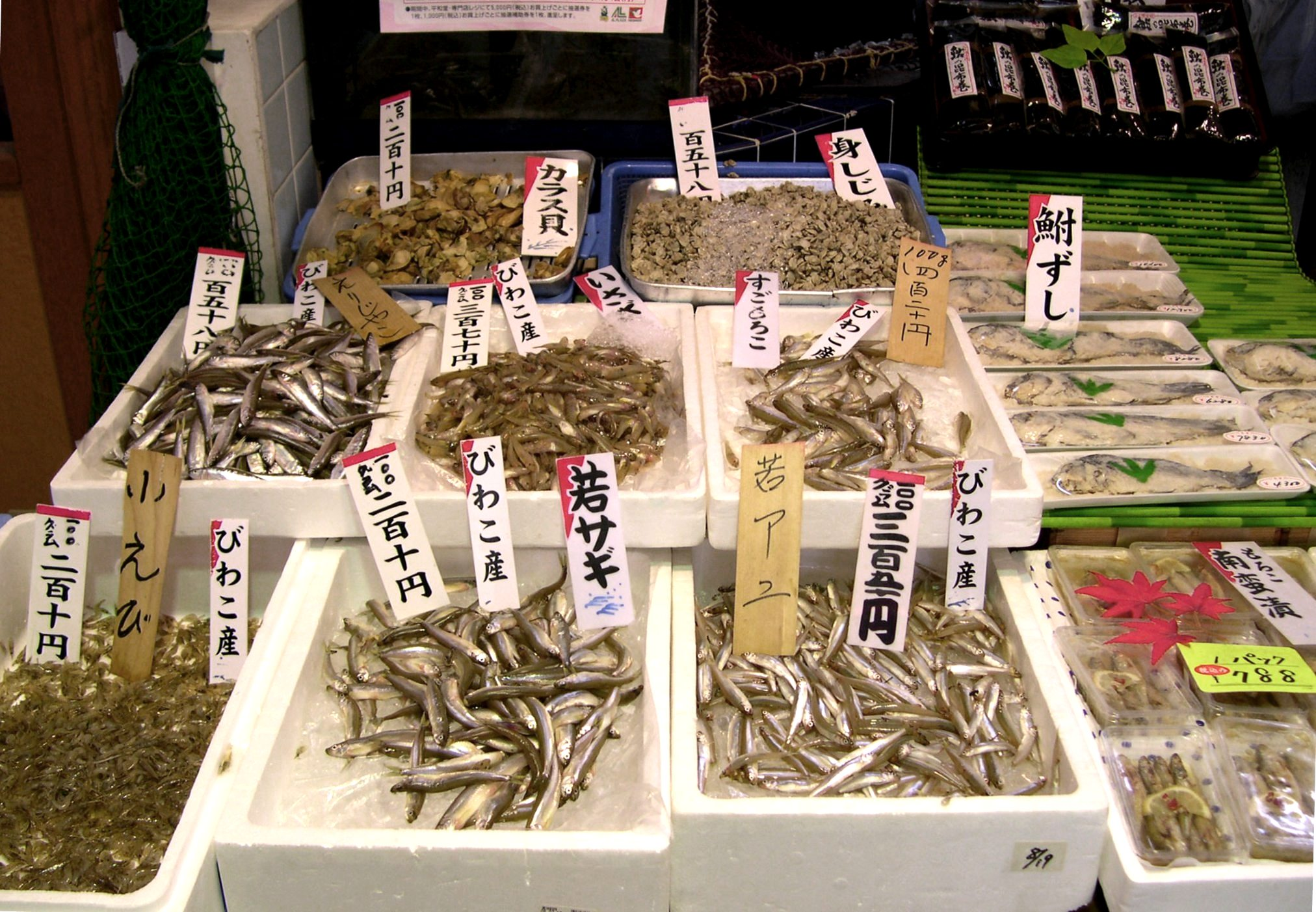
湖魚を取りそろえる大津市内の鮮魚店

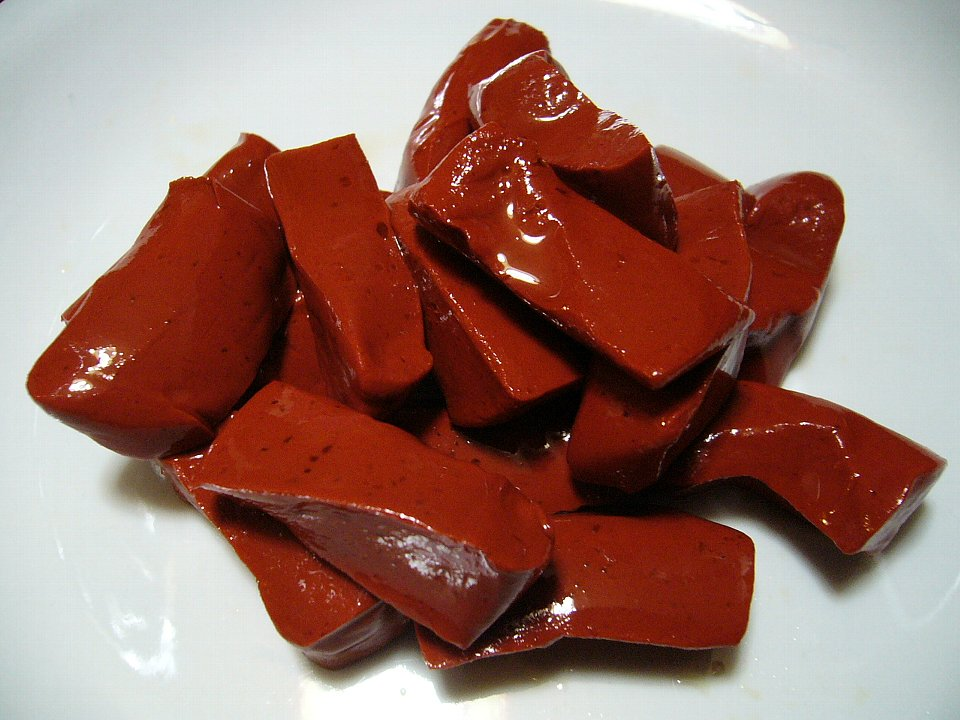
赤こんにゃく

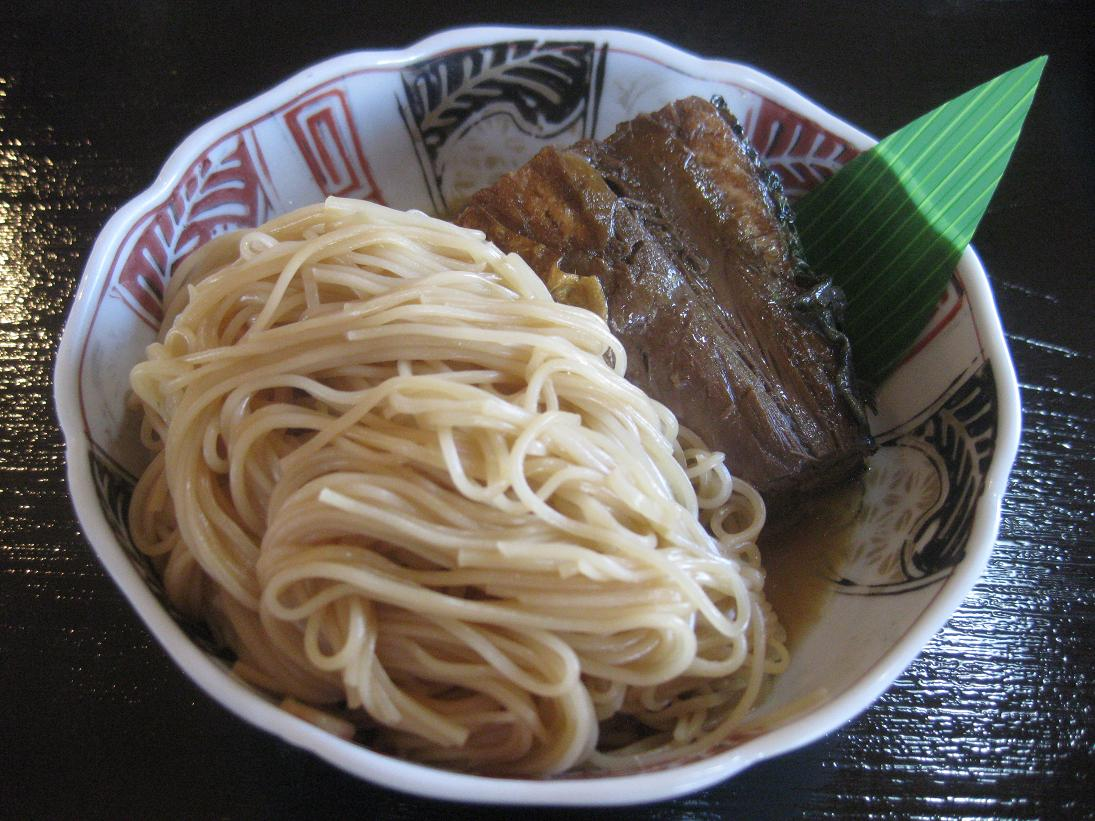
焼鯖素麺

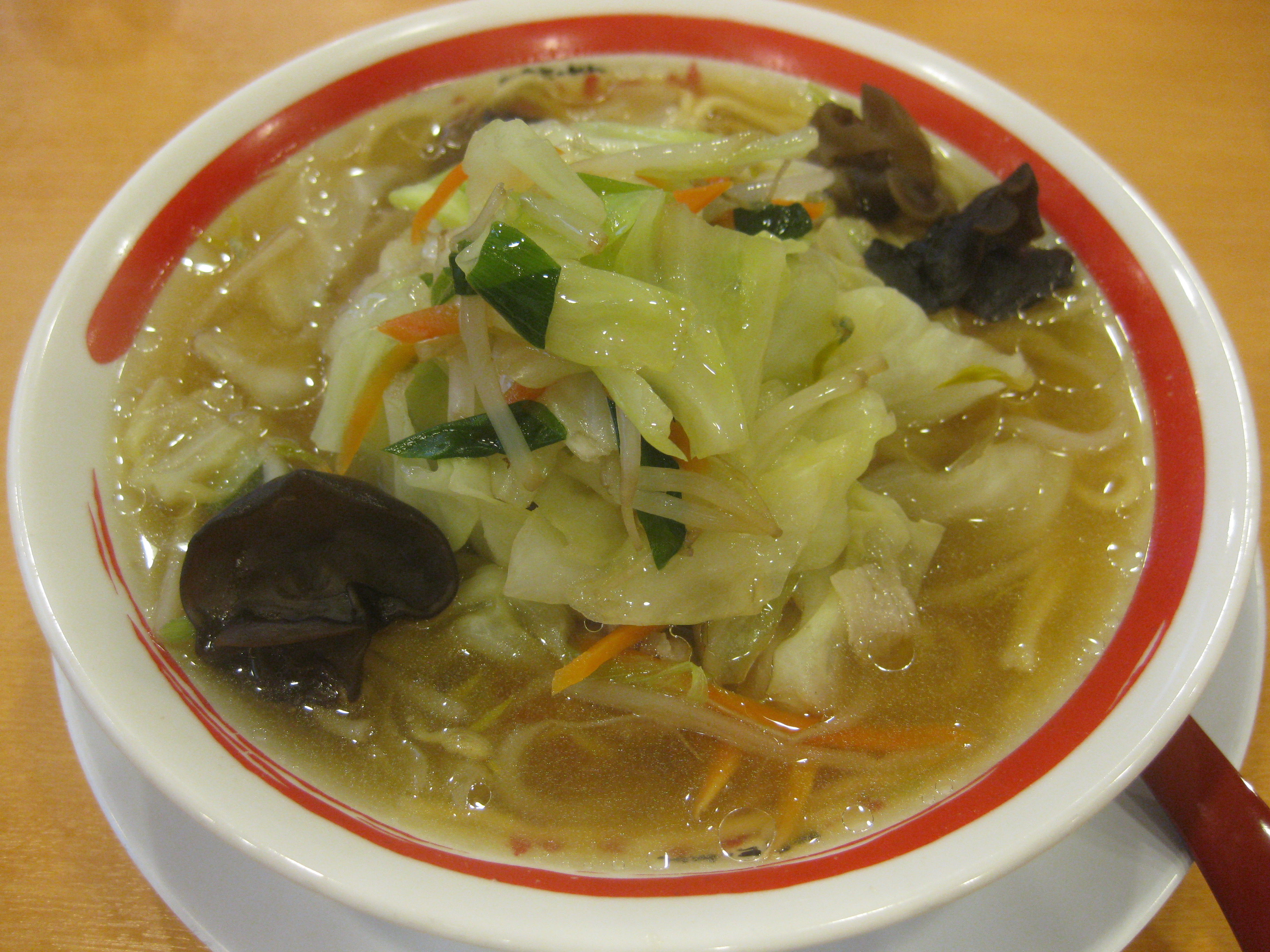
彦根のちゃんぽん

  - 近江米・江州米（県内全域）「Category:近江米」も参照
  - 近江茶（甲賀市が主産地）
    - 朝宮茶（甲賀市信楽町朝宮）
    - 土山茶（甲賀市土山町）
    - 政所茶（東近江市政所）

  - 湖魚料理
    - 鮒寿司
    - 鮒の子まぶし
    - 子持鯉の煮付
    - 小鮎やホンモロコなどの佃煮、鮎巻
    - えび豆
    - ビワマス料理
    - セタシジミ料理（大津市など）

  - 鯖のなれずし（高島市朽木など）
  - 鴨鍋・鴨すき（湖北地方）
  - 赤こんにゃく（近江八幡市）
  - 日野菜（日野町）
  - 赤カブ漬け（彦根市・米原市など）
  - ぜいたく煮
  - かんぴょう（甲賀市水口町）
  - スヤキ（甲賀市「谷野食堂」）
  - 焼鯖素麺（湖北地方）
  - ちゃんぽん（彦根市）
  - イタリアン焼きそば（長浜市「茶しん」）
  - サラダパン（長浜市「つるやパン」）
  - 糸切餅（多賀町）
  - うばがもち（草津市）
  - バウムクーヘン（近江八幡市「たねや」）

### 伝統工芸

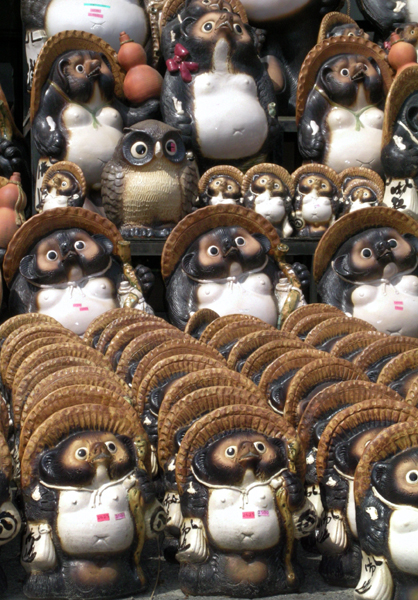
信楽焼

- 経済産業大臣指定伝統的工芸品
  - 近江上布（織物、1977年）
  - 信楽焼（陶磁器、1975年）
  - 彦根仏壇（仏壇・仏具、1975年）
- 伝統工芸品
  - 信楽焼（甲賀市）
  - 水口細工（甲賀市）
  - 湖東焼（彦根市）
  - 彦根仏壇（彦根市）
  - 浜縮緬（長浜市）
  - 近江上布（湖東地方）
  - 近江真綿（米原市）
  - 扇骨（高島市）
  - 小幡人形（東近江市）
  - 木工品（東近江市など）
  - びん細工手まり（愛荘町）

### 伝統芸能・祭礼・その他主な催事
- 長浜曳山祭（長浜市） - 日本三大山車祭
- 大津曳山祭（大津市）
- 水口曳山祭（甲賀市水口町）
- 日野祭（日野町）
- 篠田の花火（近江八幡市）
- 左義長（近江八幡市など）
- 鍋冠祭（米原市）
- 江州音頭（各地）
- オコナイ（湖北地方・甲賀地方）
- イナズマロックフェス（草津市） - 来場者2日間でライヴエリア・フリーエリア込みで約10万人（2014年）
- びわ湖大花火大会（大津市） - 来場者約35万人（2012年）
- ラ・フォル・ジュルネ・オ・ジャポンびわ湖「熱狂の日」音楽祭（大津市） - 来場者3万人超（2012年）
- びわ湖環境ビジネスメッセ（長浜市） - 来場者3日間で約4万人
- 鳥人間コンテスト選手権大会（彦根市）
- ゆるキャラまつり（彦根市） - 来場者約8.8万人（2012年）
- 大津ジャズフェスティバル（大津市） - 来場者約4万人（2012年）
- びわこJAZZフェスティバル（東近江市）
- 草津宿場まつり（草津市） - 来場者約7万人（2012年）
- 小江戸彦根の城まつり（彦根市）
- 滋賀B級グルメバトル（大津市） - 来場者2日間で約15万人（2012年）
- 牛肉サミット（大津市） - 来場者2日間で約10万人（2012年）
- 信楽陶器まつり（甲賀市信楽町） - 来場者約7万人（2011年）

### スポーツ
滋賀県では突出して盛んなスポーツはなく、2008年（平成20年）にBリーグ（当時bjリーグ）の滋賀レイクスターズが設立されるまでは滋賀県に本拠地を置くプロスポーツチームは存在しなかった。2017年より滋賀ユナイテッドベースボールクラブが独立リーグのベースボール・チャレンジ・リーグに参戦した（2022年は滋賀GOブラックスの名称で日本海オセアンリーグに所属し、2023年は活動休止、2024年以降の所属リーグ未発表）。高校野球でも近畿勢で唯一優勝経験がない（日本の高校野球#近畿参照）。一方で近年サッカーのレベルが向上しており、2005年（平成17年）に滋賀県立野洲高等学校が全国高等学校サッカー選手権大会で優勝を果たしている。滋賀県本拠地のサッカークラブとして、日本フットボールリーグ(JFL)に、Jリーグ参入を目指すレイラック滋賀FC（旧：MIOびわこ滋賀。ホームタウン：滋賀県草津市、東近江市、彦根市など）が存在する。他に、栗東市には日本中央競馬会の栗東トレーニングセンターが所在する。

## 観光
琵琶湖には海津大崎など数々の景勝地があり、とりわけ近江八景は近世より日本有数の名勝として知られた。さらに、彦根藩士・森川許六選の「風俗文選」（1706年（宝永3年）に刊行された）の「湖水賦」の項には近江の名所旧跡が詳細に述べられている。
近年でも琵琶湖八景が設定され、景観の良さで内外に知られている。また歴史上早くに都が置かれ、中世から近世において交通における重要拠点であったことや、太平洋戦争の戦災や戦後の乱開発も比較的少なかったことなどから、社寺・城郭・伝統的景観などの歴史的観光資源が豊かである。それらの自然・文化・風土の奥深さに、古くは松尾芭蕉が、近代でも司馬遼太郎や白洲正子らが魅せられ、滋賀の地を深く愛した。
主な観光地としては、全国的にも有名な長浜・彦根・近江八幡・信楽のほか、世界遺産（文化遺産）である比叡山延暦寺をはじめとする多数の寺院や史跡、湖国随一の規模と歴史を持つおごと温泉などが存在する。また、琵琶湖およびその周辺の自然環境では釣り・ボート・ヨット・ミシガンクルーズ・スキー・登山・キャンプ・琵琶湖一周自転車ツーリング（通称ビワイチ）などのアウトドア・レジャーが盛んであり、自然・歴史・文化など多方面にわたって観光資源が極めて豊富なことから、京阪神・中京圏・北陸圏などから多数の観光客が訪れている。なお、滋賀県の年間延べ観光客数は2011年に過去最多の4,735万人となった。
近年、琵琶湖以外の自然環境では里山や田園、カバタなどがグリーンツーリズム・エコツーリズムの観点から見直されつつある。その他特筆すべき文化施設やイベントとして、西日本最大級のオペラ拠点であるびわ湖ホールがあるほか、野外型大型ロックフェスの『イナズマロックフェス』や彦根市のゆるキャラ「ひこにゃん」ブームに端を発した『ゆるキャラグランプリ』、伝統の大津祭、日本三大山車祭の一つ長浜曳山祭、ラ・フォル・ジュルネびわ湖、鳥人間コンテスト、びわ湖大花火大会などの開催があり、これらの催事にも県外から多くの人が訪れる。
グルメでは最高級和牛ブランドの一つ近江牛を筆頭に、近江米・鮒寿司・鮎屋の鮎巻・比叡ゆば・鴨料理・うばがもち・赤こんにゃく・焼き鯖そうめんといった伝統食のほか、クラブハリエのバームクーヘンが人気である。さらに近年では、湖国ブラックや近江ちゃんぽん、その他新鋭の個人ラーメン店が競い合い、滋賀ご当地ラーメンとして内外で盛り上がりを見せている。
上述の「ビワイチ」（琵琶湖一周の愛称）が自転車愛好家を中心に認知度が高いことにより、近年、琵琶湖及びその周辺に点在する豊富な自然・歴史・文化的資源を周遊・体験する観光企画ブランド「ビワイチの旅」が県内外へ発信されておりナショナルサイクルルートに認定された。

### 文化財

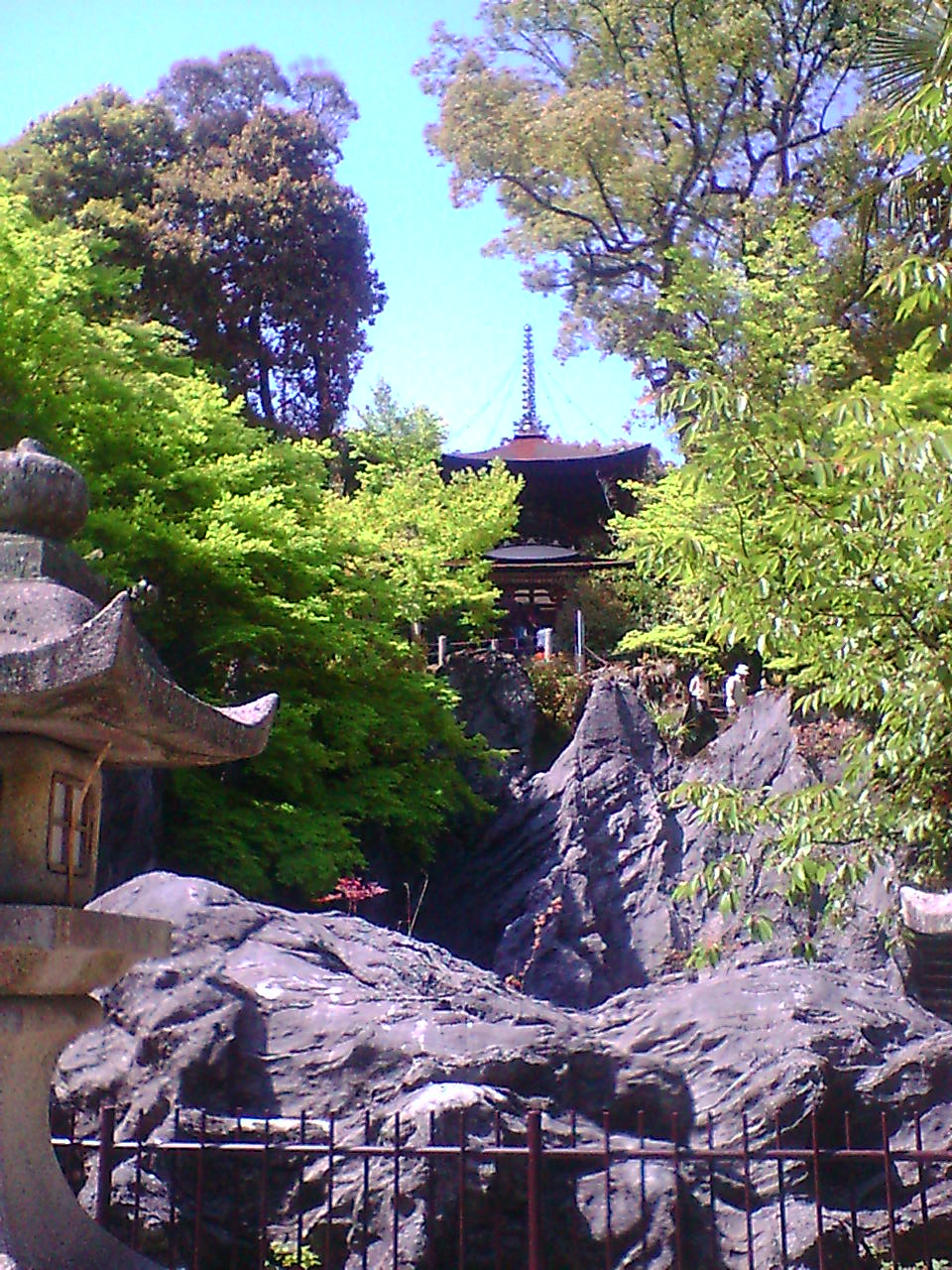
石山寺

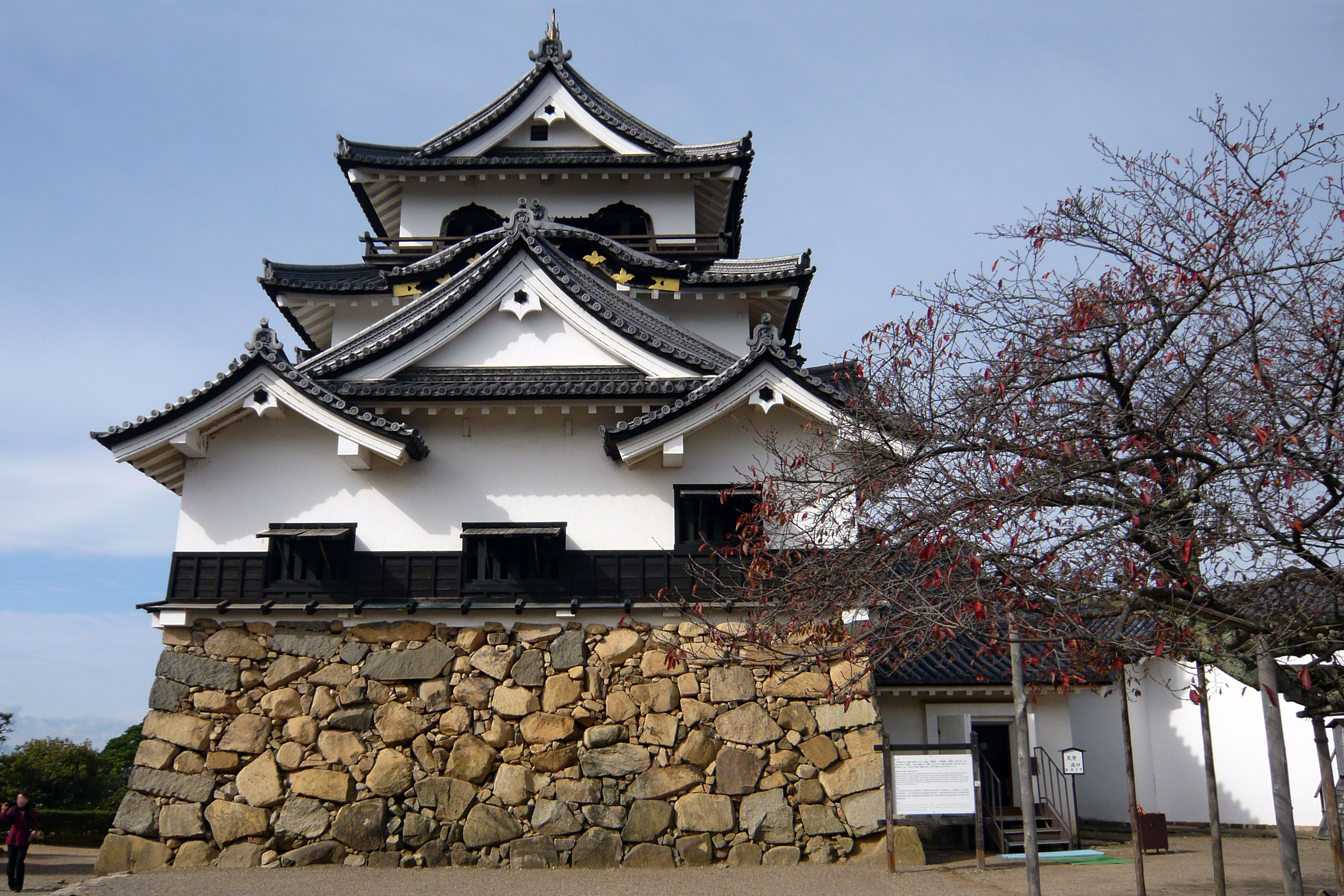
彦根城（国宝天守）

滋賀県では2012年9月現在、1件の世界遺産（文化遺産）、55件の国宝、806件の重要文化財が指定されている。
国宝の指定件数は京都府・東京都・奈良県・大阪府に次ぐ5位、重要文化財の指定件数は東京都・京都府・奈良県に次ぐ4位で、特に国宝建築物22件は、奈良県（64件）・京都府（48件）に次ぐ3位に位置しており、4位の兵庫県（11件）以下を離している。
近年多数の歴史的文化財や史跡・優れた景観を生かして、映画やドラマのロケ地として積極的に誘致活動が行われている。
- 世界遺産
  - 古都京都の文化財 - 比叡山延暦寺
- 国宝
  - 園城寺 - 金堂、新羅善神堂
  - 延暦寺 - 根本中堂
  - 勧学院 - 客殿
  - 金剛輪寺 - 本堂
  - 御上神社 - 本殿
  - 光浄院 - 客殿
  - 常楽寺 - 三重塔、本堂
  - 西明寺 - 三重塔、本堂
  - 石山寺 - 多宝塔、本堂
  - 善水寺 - 本堂
  - 大笹原神社 - 本殿
  - 長寿寺 - 本堂
  - 都久夫須麻神社 - 本殿
  - 日吉大社 - 西本宮本殿および拝殿、東本宮本殿および拝殿
  - 彦根城 - 天守、附櫓および多聞櫓
  - 苗村神社 - 西本殿
  - 宝厳寺 - 観音堂
- 重要伝統的建造物群保存地区
  - 坂本（大津市）
  - 八幡 （近江八幡市）
  - 五個荘町金堂（東近江市）
- 有形文化財
  - 彦根屏風（彦根市）
  - 渡岸寺（向源寺） 木造十一面観音菩薩（長浜市）
- 重要文化的景観
  - 近江八幡の水郷（近江八幡市） - 重要文化的景観選定第1号
  - 高島市海津・西浜・知内の水辺景観（高島市）
  - 高島市針江・霜降の水辺景観（高島市）
  - 東草野の山村景観（米原市）
  - 菅浦の湖岸集落景観（長浜市）
  - 大溝の水辺景観（高島市）

## 対外関係
友好都市は以下の通り。
- ブラジルリオグランデ・ド・スル州
- アメリカ合衆国ミシガン州
- 中国湖南省

## 滋賀県出身の人物
出身者以外で滋賀県にゆかりのある人物としては、大津宮を開いた天智天皇、粟津（現在の大津市）で斃れた源義仲、義仲が眠る大津市の義仲寺を墓所とした松尾芭蕉、大津市の園城寺で受戒し法明院を墓所としたアーネスト・フェノロサ、近江八幡を活動拠点とし県内にも多くの名建築を残したウィリアム・メレル・ヴォーリズなどがいる。
1876年から1881年までの間、滋賀県だった旧若狭国および旧越前国敦賀郡（嶺南）の出身者に関しては、「Category:福井県出身の人物」、「福井県出身の人物一覧」を参照。